# Phục Hưng

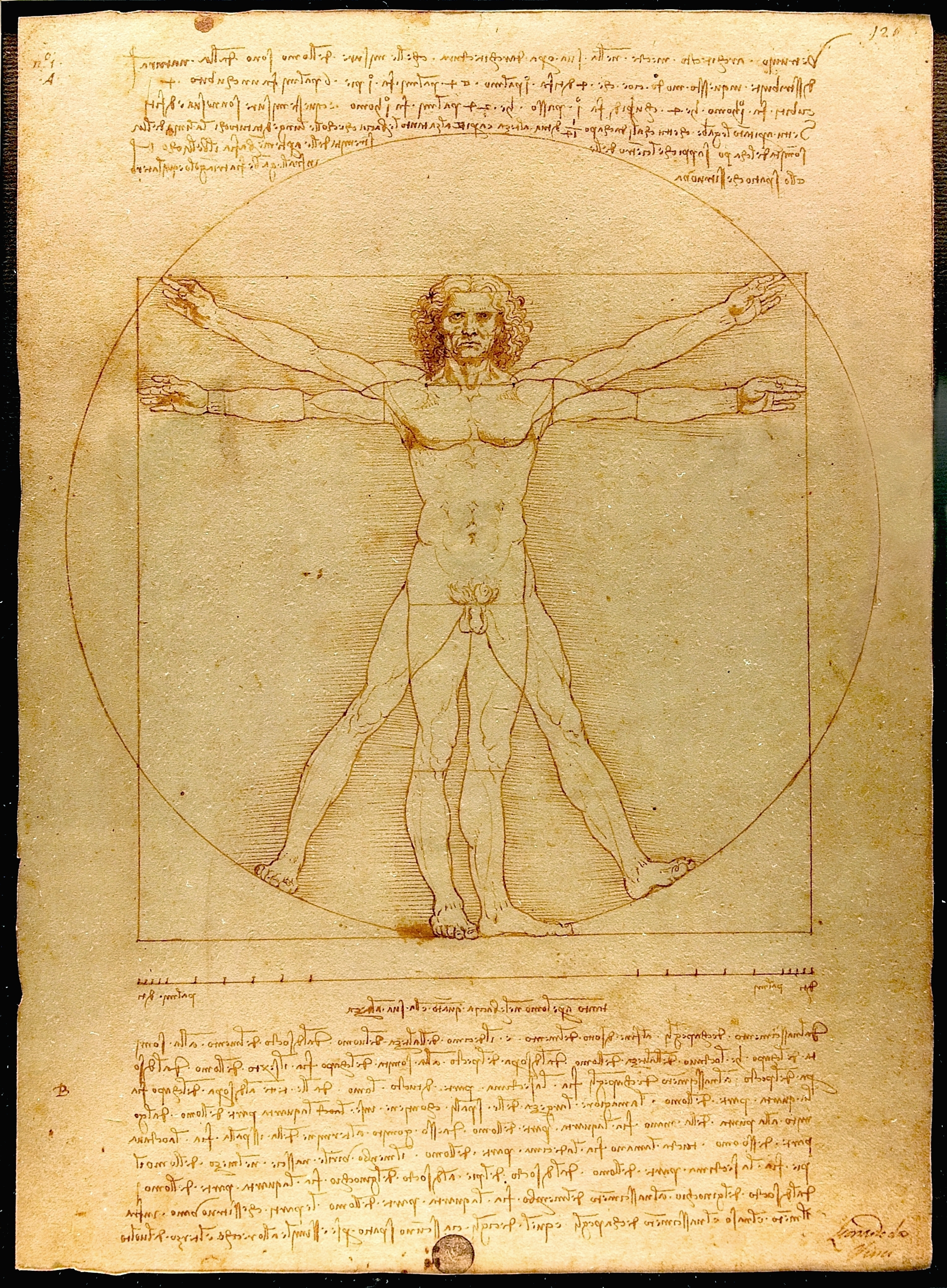
Bức Người Vitruvius của Leonardo da Vinci thể hiện ảnh hưởng của các tác giả cổ đại lên những nhà tư tưởng thời Phục Hưng. Dựa trên những đặc điểm miêu tả trong cuốn De architectura (tạm dịch: Về Kiến trúc) của Vitruvius (thế kỷ I trước CN), da Vinci đã thử vẽ một người với những tỷ lệ hoàn hảo.

Phục Hưng (tiếng Pháp: Renaissance, phát âm tiếng Pháp: [ʁənɛsɑ̃ːs], tiếng Ý: Rinascimento, từ ri- "lần nữa" và nascere "được sinh ra") là một phong trào văn hóa thường được xem là bao gồm giai đoạn từ thế kỷ XV đến thế kỷ XVII, khởi đầu tại Firenze (Ý) vào Hậu kỳ Trung Đại, sau đó lan rộng ra phần còn lại của châu Âu trên những quy mô và mức độ khác nhau. Người ta cũng dùng từ Phục Hưng để chỉ, một cách không nhất quán, thời kỳ lịch sử diễn ra phong trào văn hóa nói trên.
Là một phong trào văn hóa, Phục Hưng bao hàm sự nở rộ các nền văn học tiếng Latinh cũng như các tiếng dân tộc, bắt đầu từ sự phục hồi việc nghiên cứu các tư liệu cổ điển, sự phát triển của phép phối cảnh tuyến tính và các kỹ thuật nhằm biểu diễn hiện thực tự nhiên hơn trong mỹ thuật, và một cuộc cải cách giáo dục tiệm tiến nhưng phổ cập. Các học giả và nghệ sĩ thời Phục hưng cũng được gọi là những người theo chủ nghĩa nhân văn.
Trong chính trị, Phục Hưng đã đóng góp vào sự phát triển những hiệp ước ngoại giao, và trong khoa học là một sự quan tâm lớn hơn tới quan sát thực nghiệm. Các sử gia thường lập luận những biến đổi về trí tuệ này là một cầu nối giữa Trung Cổ và thời hiện đại. Mặc dù Phục Hưng chứng kiến những cuộc cách mạng trong nhiều lĩnh vực, cũng như những thay đổi chính trị-xã hội, nó vẫn được biết đến nhiều nhất bởi những thành tựu lớn lao về mỹ thuật và những cống hiến của những vĩ nhân đa tài như Leonardo da Vinci hay Michelangelo đã làm xuất hiện thuật ngữ Vĩ nhân Phục Hưng ("Renaissance Great Man"). Có một cuộc tranh luận kéo dài trong giới sử học về quy mô, phân kì văn hóa thời đại Phục Hưng, cũng như giá trị và ý nghĩa của nó. Bản thân thuật ngữ Renaissance, do nhà sử học Pháp Jules Michelet đặt ra năm 1855 cũng là đối tượng của những chỉ trích, rằng nó ngụ ý một sự mô tả thái quá về giá trị tích cực của thời kỳ này.
Có một sự đồng thuận rằng thời kỳ Phục hưng bắt đầu ở Firenze, Italia, trong thế kỷ XIV. Có nhiều giả thuyết khác nhau được đề xuất để giải thích cho nguồn gốc và đặc điểm của nó, tập trung vào một loạt các yếu tố bao gồm đặc thù xã hội và công dân của Firenze tại thời điểm đó, cấu trúc chính trị của nó, sự bảo trợ của dòng họ thống trị, nhà Medici, và sự di cư của các học giả và các bản văn Hy Lạp sang Ý sau sự thất thủ của Constantinopolis dưới tay người Thổ Ottoman.

## Tổng quan

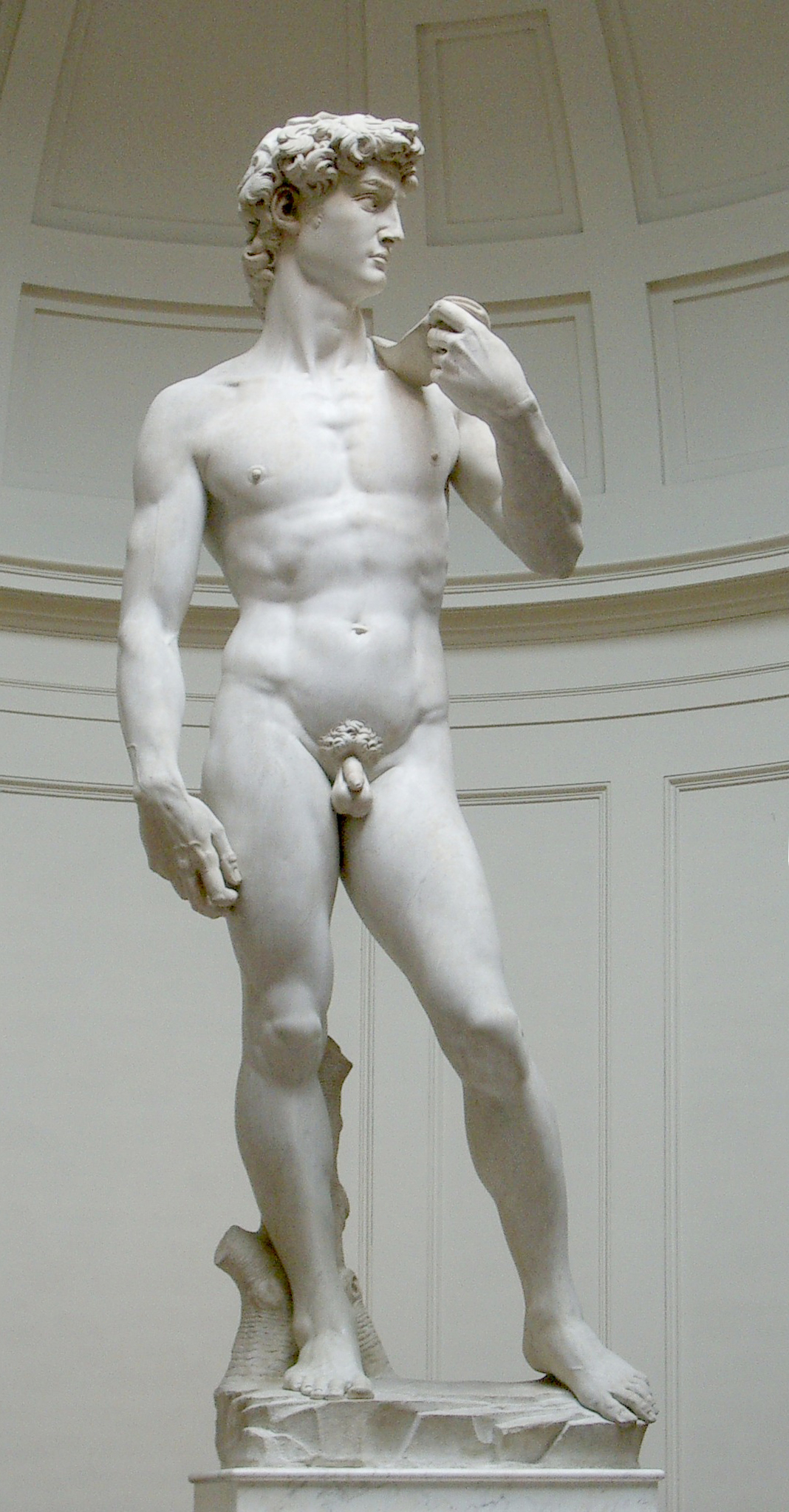
Tác phẩm David của Michelangelo, (Phòng trưng bày Galleria dell'Accademia, Florence) là một ví dụ cho đỉnh cao nghệ thuật Phục Hưng

Phục Hưng là một phong trào văn hóa đã tác động sâu sắc tới đời sống trí thức châu Âu trong thời sơ kỳ hiện đại. Bắt đầu ở Ý, lan ra khắp châu Âu vào thế kỷ XVI, ảnh hưởng của nó hiện diện trong văn học, triết học, mĩ thuật, âm nhạc, chính trị, khoa học, tôn giáo, và các khía cạnh khác của đời sống tinh thần. Các học giả Phục Hưng sử dụng phương pháp nhân văn trong nghiên cứu, và khai thác hiện thực đời sống và cảm xúc con người trong nghệ thuật.
Các nhà nhân văn Phục Hưng như Poggio Bracciolini đã lục tìm những tác phẩm văn học, lịch sử và hùng biện thời Cổ đại viết bằng tiếng Latin trong tàng thư ở các tu viện châu Âu, trong khi sự thất thủ của thành Constantinopolis (1453) tạo nên một làn sóng tỵ nạn của các học giả Hy Lạp mang lại nhiều bản thảo giá trị về Hy Lạp cổ đại, mà phần nhiều đã rơi vào quên lãng trước đó ở phương Tây. Chính trong trọng tâm nghiên cứu mới về tài liệu văn học và lịch sử mà các học giả Phục Hưng khác biệt với các học giả Trung cổ của thời kỳ Phục Hưng thế kỷ XII, những người tập trung vào nghiên cứu các công trình Hy Lạp và Ả Rập về khoa học tự nhiên, triết học và toán học. Trong sự hồi sinh của trường phái triết học tân Plato, các nhà nhân văn Phục Hưng không chối bỏ Cơ đốc giáo, trái lại, nhiều công trình Phục Hưng vĩ đại nhất đã phục vụ nó, và Giáo hội bảo trợ nhiều tác phẩm nghệ thuật Phục Hưng. Tuy nhiên, một sự dịch chuyển tinh tế xảy ra trong cách mà các trí thức tiếp cận tôn giáo phản ánh trong nhiều lĩnh vực khác nhau của đời sống văn hóa. Hơn nữa, nhiều công trình Cơ đốc bằng tiếng Hy Lạp, bao gồm kinh Tân Ước tiếng Hy Lạp, được mang về từ Byzantium lần đầu tiên cho phép các học giả phương Tây tiếp cận chúng. Ảnh hưởng mới của những tác phẩm Cơ đốc bằng tiếng Hy Lạp này, và đặc biệt là sự trở lại Tân Ước nguyên gốc bằng tiếng Hy Lạp được những nhà nhân văn Lorenzo Valla và Erasmus khuyến khích, dọn đường cho Cải cách Kháng nghị về sau.

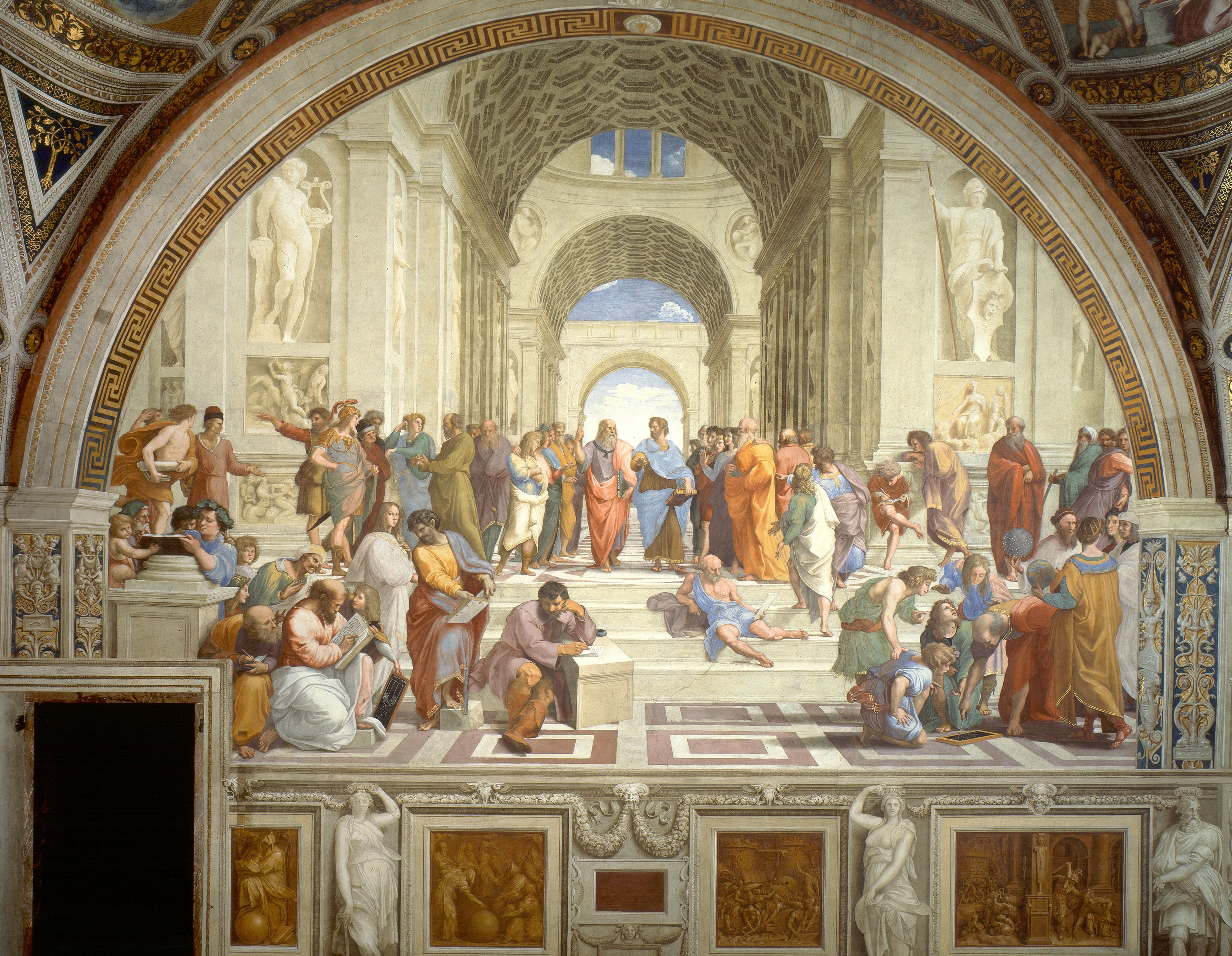
Trường Athena, một trong những bức tranh sơn dầu nổi tiếng nhất của họa sĩ thời kỳ Phục Hưng người Ý, Raphael. Từ lâu, bức tranh này đã được xem là "kiệt tác của Raffaello và hiện thân hoàn hảo của tinh thần cổ điển của thời Phục hưng".

Sau khi những bước đi quay về với chủ nghĩa cổ điển trong nghệ thuật được Nicola Pisano thí nghiệm, các họa sĩ Florence, đứng đầu là Masaccio đã nỗ lực minh họa hình dạng con người một cách hiện thực nhất, phát triển các kĩ thuật áp dụng phối cảnh và ánh sáng một cách tự nhiên hơn. Các triết gia chính trị, nổi tiếng nhất là Niccolò Machiavelli tìm cách mô tả đời sống chính trị theo cách lý tính, thay vì lý tưởng hóa như trước kia. Một đóng góp chủ chốt cho chủ nghĩa nhân văn Phục Hưng Ý là tác phẩm nổi tiếng của Pico della Mirandola, "De hominis dignitate" ("Về Phẩm cách Con người", 1486), bao gồm một loạt bài tiểu luận về triết học, tư tưởng tự nhiên, niềm tin và ma thuật chống lại bất kì kẻ thù nào trong địa hạt lý trí. Thêm vào việc nghiên cứu tiếng Latinh cổ điển và tiếng Hy Lạp, các tác giả Phục Hưng cũng ngày càng sử dụng rộng rãi các ngôn ngữ dân tộc: kết hợp với sự xuất hiện của in ấn, điều này cho phép ngày càng nhiều người tiếp cận được với sách, đặc biệt là Kinh Thánh.
Nhìn chung, Phục Hưng có thể được xem như một nỗ lực của các trí thức, nghệ sĩ nhằm nghiên cứu và tăng cường khuynh hướng thế tục trong đời sống tinh thần châu Âu thông qua sự tái sinh những tư tưởng cổ đại cũng như những cách tiếp cận tư tưởng mới. Một số học giả, như Rodney Stark muốn hạ bớt tầm quan trọng mà họ cho là bị đánh giá thái quá của Phục Hưng, thay vào đó nhấn mạnh những tiến bộ trước đó của các thị quốc Ý trong thời Trung kỳ Trung Đại, tổng hòa của chính phủ chịu trách nhiệm, Thiên Chúa giáo và chủ nghĩa tư bản non trẻ. Phân tích này lập luận rằng, trong khi những quốc gia châu Âu lớn nhất (Pháp và Tây Ban Nha) là các nền quân chủ chuyên chế, và các quốc gia khác thì chịu sự kiểm soát trực tiếp của Giáo hội, những nhà nước cộng hòa độc lập của Ý đã nắm lấy những nguyên lý của chủ nghĩa tư bản và quản lý các điền sản thuộc tu viện, làm nên một cuộc cách mạng thương mại rộng lớn chưa từng có, báo trước và nuôi dưỡng Phục Hưng.

## Bối cảnh

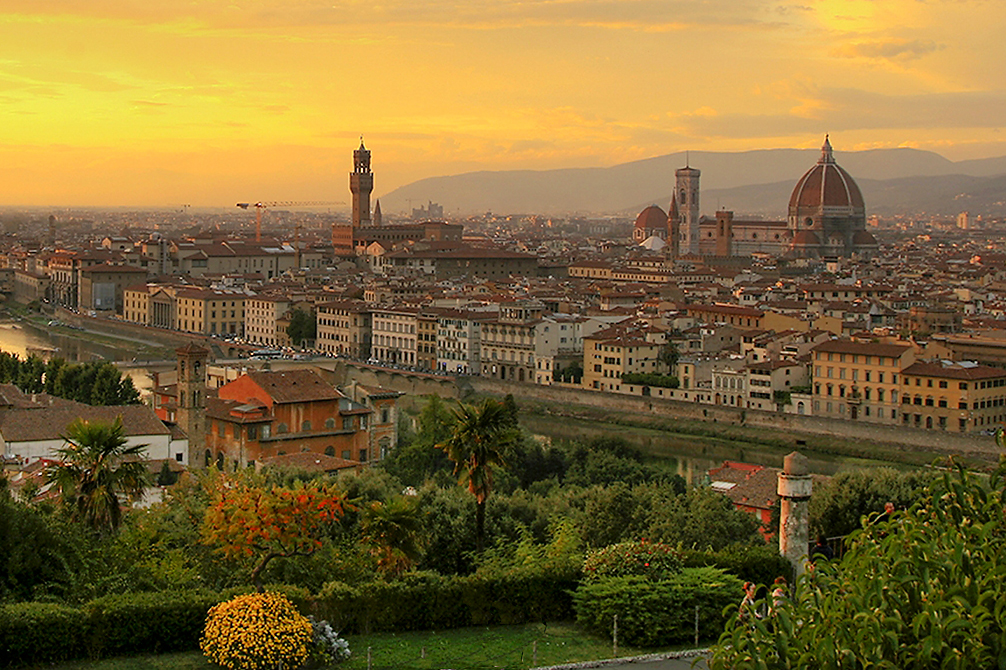
Cảnh quan Firenze, trung tâm bắt nguồn Phục Hưng

Nhiều học giả cho rằng tư tưởng đặc trưng cho Phục hưng bắt nguồn từ thành phố Firenze (tức Florence) vào cuối thế kỷ XIII, với văn chương của Dante Alighieri (1265-1321) và Francesco Petrarca (1304-1374), cũng như các họa phẩm của Giotto di Bondone (1267-1337).
Một số nhà văn xác định cụ thể điểm bắt đầu là năm 1401, khi hai tài năng đối địch nhau là Lorenzo Ghiberti và Filippo Brunelleschi tranh đua để giành hợp đồng xây dựng Nhà thờ Firenze. Những nhà sử gia nhận định sự cạnh tranh rộng rãi giữa các nghệ sĩ, bác học như Brunelleschi, Ghiberti, Donatello, và Masaccio về phận sự của nghệ thuật như một sự khuấy động sức sáng tạo của Phục Hưng. Tuy nhiên, vẫn còn rất nhiều tranh luận về lý do tại sao thời kỳ Phục hưng lại bắt đầu tại Ý, và tại sao nó lại bắt đầu vào một thời điểm như thế. Bởi vậy, một số giả thuyết đã được đưa ra để giải thích nguồn gốc của Thời kỳ Phục Hưng.

### Phục hồi di sản La Mã và Hy Lạp
Đối lập hoàn toàn với thời Trung kỳ Trung Đại, khi các học giả Latin tập trung chủ yếu vào nghiên cứu các công trình tiếng Hy Lạp và Ả Rập về khoa học tự nhiên, triết học và khoa học, các học giả Phục Hưng quan tâm chủ yếu đến việc khôi phục và nghiên cứu các tác phẩm văn học, lịch sử và hùng biện tiếng Latin và Hy Lạp. Nói một cách khái quát, điều này bắt đầu từ thế kỷ XIV với một giai đoạn Latin, khi các học giả Phục Hưng như Petrarca, Coluccio Salutati (1331-1406), Niccolò de' Niccoli (1364-1437) và Poggio Bracciolini (1380-1459) lùng sục các thư viện châu Âu để tìm kiếm các công trình của Cicero, Livius và Seneca. Tới đầu thế kỷ XV, một khối lượng lớn tư liệu Latin được khôi phục, và các học giả phương Tây bắt đầu chuyển sự chú ý sang các tác phẩm thần học, hùng biện, văn học, lịch sử Hy Lạp .
Khác với tư liệu Latin, những tư liệu Hy Lạp nhận được sự quan tâm rất hạn chế những thế kỷ đầu thời Trung Đại, trừ Byzantine vẫn tiếp tục nghiên cứu chúng như là di sản văn hóa chính thống của họ. Sự kiện thường được cho là đánh dấu sự trở lại của ngôn ngữ Hy Lạp trong nền học thuật châu Âu là vào cuối thế kỷ XIV khi Coluccio Salutati mời nhà ngoại giao và học giả Byzantine Manuel Chrysoloras tới Florence để dạy tiếng Hy Lạp. Đặc biệt các cuộc Thập tự chinh và sau đó là sự sụp đổ của thành Constantinopolis năm 1453 đã dẫn đến làn sóng tỵ nạn của các học giả Byzantine sang châu Âu định cư, mang theo một khối tư liệu Hy Lạp vô cùng quý giá.

### Nước Ý cuối thời Trung Cổ

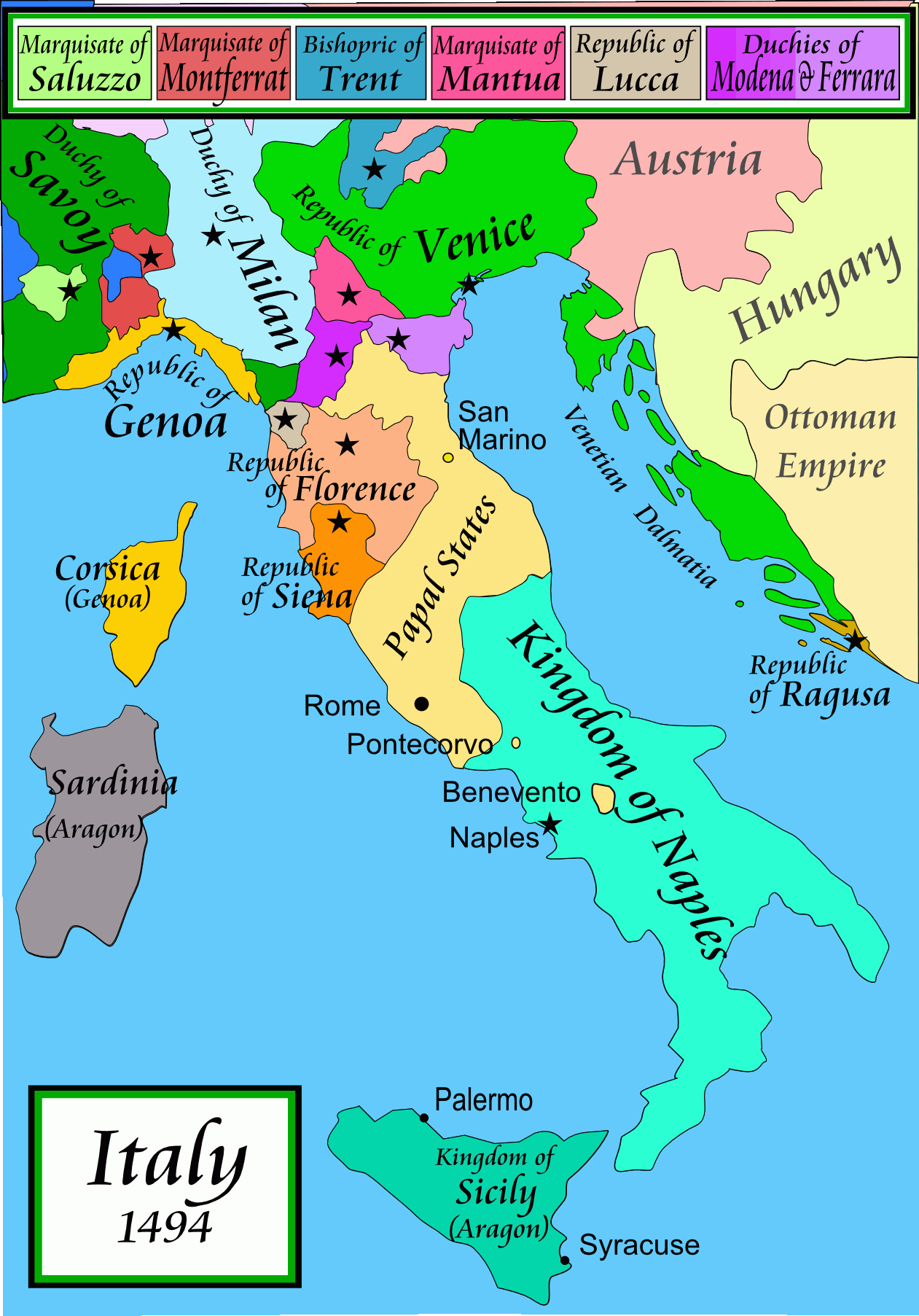
Bản đồ chính trị của Bán đảo Italia khoảng năm 1494.

Trong suốt giai đoạn cuối thời kỳ Trung cổ, tiền bạc và nghệ thuật đã luôn đi liền với nhau. Nghệ sĩ phụ thuộc hoàn toàn vào những nhà bảo trợ trong khi những nhà bảo trợ cần tiền để chu cấp cho các tài năng. Sự thịnh vượng đến với Ý trong các thế kỷ XIV, XV và XVI với sự mở rộng giao thương giữa châu Á và châu Âu. Nguồn bạc từ các mỏ ở Tyrol cũng giúp tăng cường dòng chảy của tiền bạc. Thành Genova và Venezia còn nhận được các chiến lợi phẩm và hàng hóa xa xỉ ở Phương Đông sau các cuộc Thập tự chinh.
Những thể chế chính trị độc đáo của Italia hậu kỳ Trung Đại khiến cho một số người lập luận rằng điều kiện xã hội khác thường của nó cho phép sự nảy nở văn hóa hiếm có. Italia không tồn tại một thực thể chính trị thống nhất ở thời kỳ này. Thay vào đó, nó chia thành nhiều lãnh địa, thị quốc lớn nhỏ: Vương quốc Napoli thống trị phương Nam, Cộng hòa Firenze và Lãnh địa Giáo hoàng ở trung tâm, Milan và Genova lần lượt ở phía bắc và phía tây, Venezia ở phía đông. Mặt khác, Italia thế kỷ XV là một trong những khu vực đô thị hóa nhất châu Âu đương thời. Ở các thành phố này nhiều phế tích và dấu ấn La Mã vẫn còn duy trì, dường như bản chất cổ điển của Phục Hưng gắn với cội nguồn của nó tại nơi từng là trái tim của Đế quốc La Mã cổ xưa.
Quentin Skinner chỉ ra rằng Otto của Freising người Đức thăm Italia thế kỷ XII đã ghi nhận một dạng thức tổ chức xã hội và chính trị mới lan rộng khắp Italia, khiến cho Italia ít nhiều đã thoát ra khỏi chế độ phong kiến thông thường để tiến tới một xã hội dựa trên thương nhân và thương mại. Đi cùng với điều này là một tư tưởng chống quân chủ, như thể hiện trong nhóm tranh tường nổi tiếng ở Siena của Ambrogio Lorenzetti, Ngụ ngôn về Chính phủ Tốt và Xấu, với thông điệp mạnh mẽ về những đức tính bình đẳng, công bằng, chủ nghĩa cộng hòa và một nền cai trị công minh. Tự tách biệt mình khỏi cả Giáo hội và Đế quốc, các cộng hòa thành thị này tin tưởng vào lý tưởng tự do. Tuy rằng các thị quốc mang danh cộng hòa này về thực chất là các chính thể đầu sỏ, chúng là các chính quyền chịu trách nhiệm trước dư luận và ít nhiều mang các đặc điểm của một nền dân chủ; chính nền chính trị tương đối tự do này tạo điều kiện thuận lợi cho những tiến bộ về nghệ thuật và học thuật. Ngoài ra, vị trí của các thị quốc Italia, nhất là Venezia, như những trung tâm giao thương lớn của khu vực cho phép sự tiếp thu (cũng như truyền bá) tiến bộ. Những thương nhân mang lại nhiều ý tưởng mới từ khắp nơi trên thế giới, đặc biệt là miền Levant. Sự giàu có khổng lồ của các thương nhân và quý tộc Italia đem lại một công chúng rộng rãi cũng như các nhà bảo trợ hào phóng, cho phép các dự án nghệ thuật cá nhân nảy nở và nhiều người có nhiều thời gian thư nhàn cho nghiên cứu.

### Nạn dịch hạch
Một số người lập luận rằng sự tàn phá của Cái chết Đen ở Firenze, đổ bộ vào châu Âu vào những năm 1348-1350, dẫn đến một sự thay đổi thế giới quan của người Italia thế kỷ XIV. Italia là nơi chịu ảnh hưởng đặc biệt nặng nề của trận dịch hạch này, và người ta phỏng đoán rằng sự quen thuộc với chết chóc và sự bất lực của đức tin đã khiến cho nhiều nhà tư tưởng nhìn vào hiện thực trên trần gian hơn là tính tinh thần và thế giới bên kia. Có người suy luận hoàn toàn khác, cho rằng Cái chết Đen đã làm gia tăng lòng mộ đạo thể hiện trong sự bảo trợ các tác phẩm nghệ thuật tôn giáo. Nhưng dù sao thì dịch hạch chỉ là một yếu tố phụ trợ, kết hợp với các yếu tố nêu trên để giải thích sự xuất hiện Phục Hưng ở Ý.

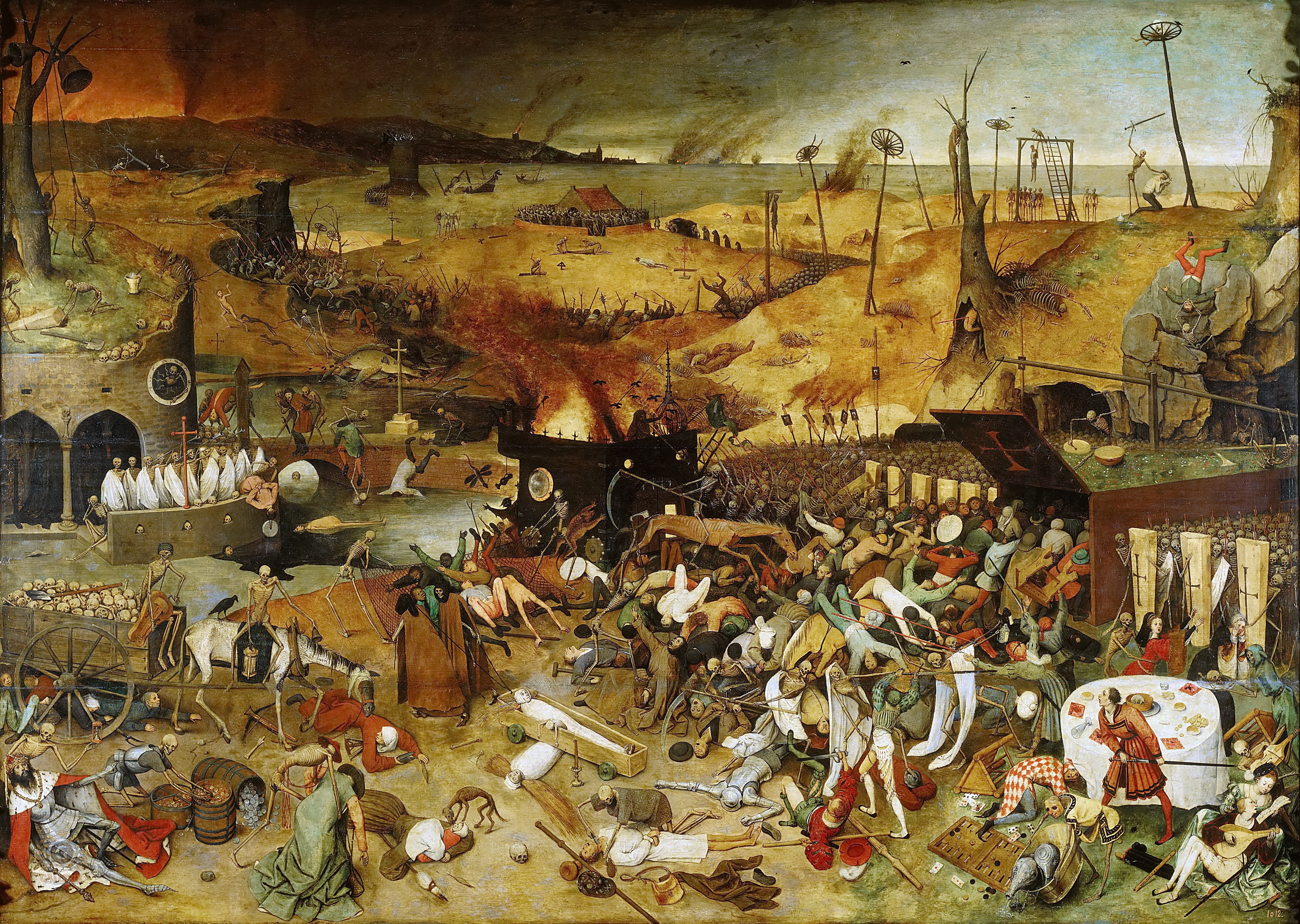
Bức Le Triomphe de la Mort ("Thần Chết Khải hoàn", vẽ khoảng 1562) của Pieter Bruegel phản ánh những biến động và sợ hãi mang tính toàn xã hội theo sau bệnh dịch hạch tàn phá châu Âu Trung Cổ.

Mầm mống bệnh dịch đến từ những chiếc thuyền buồm trở về từ các cảng châu Á mang theo bọ chét và người nhiễm dịch hạch, và nhanh chóng lan rộng do sự thiếu vệ sinh và y tế đương thời,một phần cũng là do theo tín ngưỡng đương thời, mèo là hiện thân của loài , nên người dân đã tìm và giết hại các con mèo hoang trong thành phố. Dân số của thành phố Florence đã giảm gần một nửa chỉ trong năm 1347, kéo theo đó là một sự thiếu hụt nhân công lao động. Lương của người lao động tăng đáng kể, và người bình dân nhờ đó mà có nhiều tự do hơn, thậm chí còn du hành đi tìm những nơi có điều kiện làm việc thuận lợi nhất.
Sự suy giảm nhân khẩu đột ngột gây ra nhiều hậu quả kinh tế khác: giá thực phẩm và giá đất đai tụt mạnh từ 30% tới 40% ở nhiều miền ở châu Âu trong một nửa thế kỷ ở giai đoạn 1350-1400. Những người sống sót trận dịch hạch hưởng quyền thừa kế những tài sản của những người quá cố, cũng như giá nhu yếu phẩm dễ chịu. Ở Firenze, đã có lúc thành phố rơi vào hỗn loạn tới mức hội đồng thành phố không thể nhóm họp, nhưng nhìn chung chính quyền vẫn duy trì hoạt động trong thời kì này.

### Truyền thống bảo trợ nghệ thuật ở Firenze

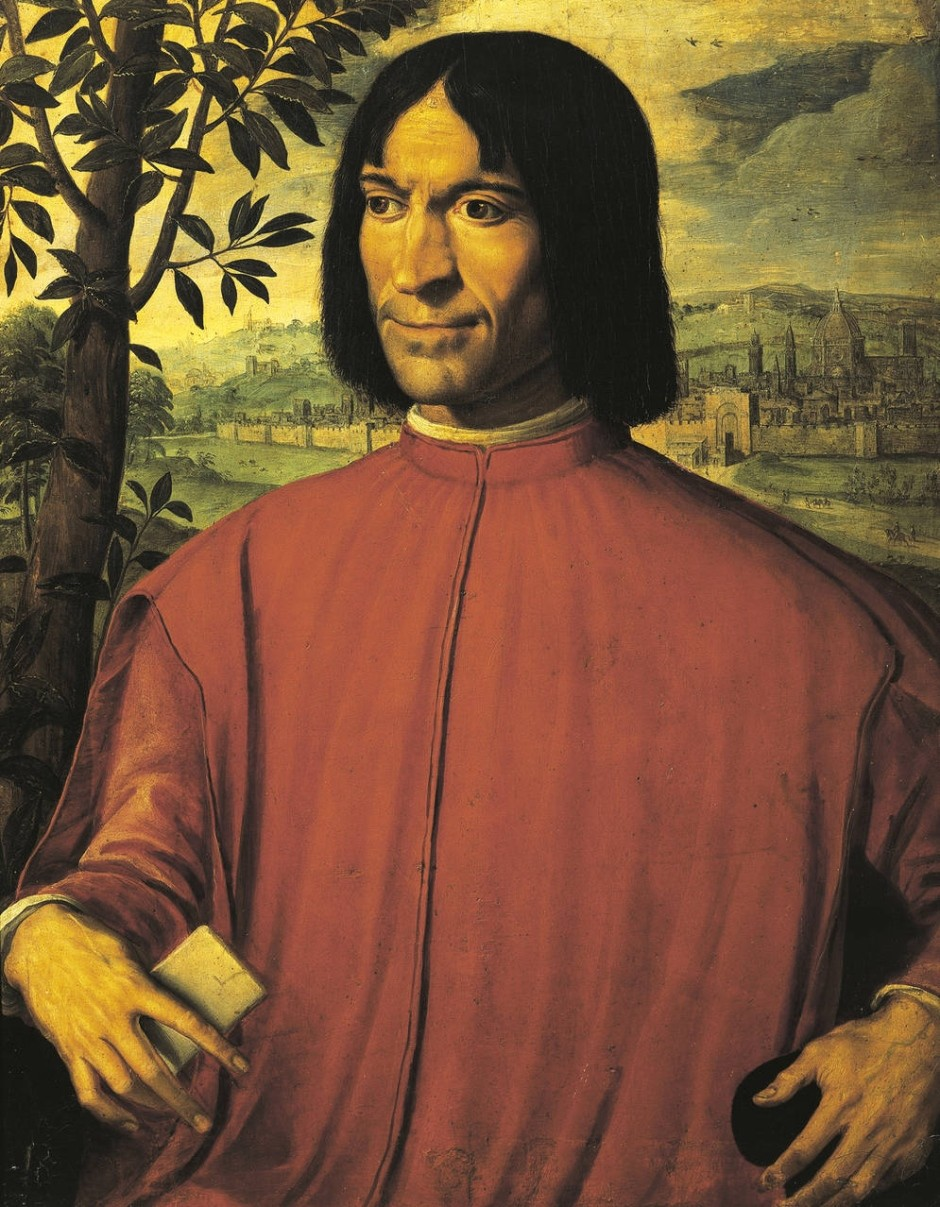
Lorenzo de' Medici, nhà cai trị Firenze nổi tiếng vì bảo trợ nghệ thuật.

Từ lâu người ta đã tranh cãi tại sao Phục Hưng là bắt đầu từ Firenze mà không phải nơi nào khác. Một số người nhấn mạnh vai trò của dòng họ Medici, một gia đình nhiều đời là chủ ngân hàng lớn nhất và sau là công tước của Firenze, đóng vai trò quan trọng trong nền chính trị thành phố cũng như khuyến khích nghệ thuật. Đặc biệt, Lorenzo de' Medici (1449–1492) tức "Lorenzo Vĩ đại" không chỉ là một nhà bảo trợ nghệ thuật lớn mà còn là người tích cực khuyến khích các gia đình trưởng giả ở Firenze quan tâm tới nghệ thuật và bảo trợ nghệ sĩ. Dưới thời của ông nhiều nghệ sĩ vĩ đại Leonardo da Vinci, Sandro Botticelli, và Michelangelo Buonarroti có cơ hội thể hiện tài năng. Các cơ sở tôn giáo cũng đặt hàng hàng loạt tác phẩm, như tu viện di San Donato agli Scopeti.
Tuy nhiên, sự thật là không phải tới thời Lorenzo nắm quyền Phục Hưng mới ra đời, mà bản thân gia đình Medici cũng chỉ thừa hưởng truyền thống trọng nghệ thuật của Firenze và phát huy nó. Một số người cho rằng Firenze trở thành nơi khởi đầu Phục Hưng là do may mắn, nghĩa là đơn thuần bởi vì những vĩ nhân ngẫu nhiên sinh ra ở đây: cả da Vinci, Botticelli và Michelangelo đều là người xứ Toscana (mà Firenze là thủ phủ). Tuy nhiên các nhà sử học khác phản đối ý kiến cho rằng đây là sự ngẫu nhiên và quy cho truyền thống trọng nghệ thuật của Firenze.

## Đặc điểm

### Triết học
Triết học thời Phục Hưng cấu thành từ ba trường phái lớn: chủ nghĩa kinh viện, chủ nghĩa nhân văn, và những phái triết học "mới". Trong đó, chủ nghĩa nhân văn tiêu biểu cho tư tưởng Phục Hưng. Ở một vài góc độ, chủ nghĩa nhân văn Phục Hưng không hẳn là một triết học mà là một phương pháp nghiên cứu. Mặc dù các sử gia đôi khi bất đồng trong việc xác định ý nghĩa chính xác chủ nghĩa nhân văn, hầu hết chọn "một lối định nghĩa trung dung... là phong trào khôi phục, giải thích, và đồng hóa ngôn ngữ, văn học, học tập và các giá trị của Hy Lạp và La Mã cổ đại".. Những nhà nhân văn chủ nghĩa chối bỏ truyền thống kinh viện đương thời vốn dựa trên hai cột trụ chính là triết học Aristotle và thần học Thiên Chúa giáo. Người được cho là nhà nhân văn Ý đầu tiên là Francesco Petrarca, người cổ vũ cho việc hướng nghiên cứu tư liệu cổ đại vào việc làm sống lại đạo đức xã hội Ý, quan tâm tới tất cả các tác giả cổ đại (kể cả những truyền thống phương Đông) chứ không chỉ Aristotle, đề cập tới các vấn đề thế tục liên quan tới con người, xã hội, và giáo dục hướng tới quần chúng. Những ý tưởng của Petrarca đã đi dần đi vào hiện thực Ý thế kỷ XV và sau đó nở rộ, lan ra khắp châu Âu với nhiều nhà tư tưởng lớn: Thomas More (Anh), Michel de Montaigne (Pháp), Niccolò Machiavelli (Ý), Juan Luis Vives (Tây Ban Nha).

Chân dung Thomas More, tranh của Hans Holbein, 1527

Những triết gia chính trị như Machiavelli và Thomas More đã làm sống lại ý tưởng của các nhà tư tưởng Hy Lạp và La Mã cổ đại, áp dụng chúng trong những bài phê bình chính phủ đương thời, đồng thời vạch ra theo những đường lối khác nhau cách thức một nền chính trị lý tưởng vận hành; các cuốn Utopia và Quân vương có ảnh hưởng lâu dài tới cả triết học chính trị đương đại. Matteo Palmieri (1406-1475), một nhà nhân văn khác, trong Della vita Civile ("Về đời sống Công dân"; năm 1528) đã trình bày những ý tưởng về cách thức phát triển tinh thần và thể chất của trẻ em, làm thế nào người dân có thể tiến hành tu dưỡng đạo đức, làm thế nào người dân và xã hội có thể đảm bảo tính trung thực trong đời sống cộng đồng, và sự khác biệt giữa cái thực dụng hữu ích và sự thành thật. Leon Battista Alberti tóm tắt tinh thần nhân văn chủ nghĩa trong câu nói: "Con người có thể làm tất cả mọi thứ nếu họ muốn".
Tuy nhiên, sự thành công của chủ nghĩa nhân văn không có nghĩa là chủ nghĩa kinh viện lụi tàn. Trái lại, chủ nghĩa kinh viện vẫn có thành lũy vững chắc như ở Đại học Padua hay Đại học Pologna. Những triết gia kinh viện như Francisco Suárez đáp trả những chỉ trích của các nhà nhân văn chủ nghĩa bằng cách tìm kiếm tư liệu và bản dịch chính xác hơn, gồm những bình luận tiếng Hy Lạp về Aristotle. Đây là thời mà học thuyết của Thomas Aquinas lên ngôi trong thần học Cơ đốc giáo. Bên cạnh đó, khi đề ra những lập trường siêu hình và đạo đức mới đáp ứng thế giới quan thay đổi khi người Tây Ban chinh phục Tân Thế giới, các học giả này đã góp phần định hình những luật lệ quốc tế mới liên quan tới vấn đề chủ nghĩa đế quốc và chế độ nô lệ.
Ngoài hai trường phái chính trên, còn có một nhóm các nhà triết học tự gọi mình là "mới", những người cảm thấy những đề tài trong triết học kinh viện là quá hạn hẹp, và đi ra ngoài con đường chiết trung của chủ nghĩa nhân văn, bao gồm những nhà tư tưởng như Nicholas Cusanus, Ficino, Tommasso Campanella hay Giordano Bruno,... Họ chối bỏ triết học Aristotle và tìm một đường lối khác, chủ yếu dựa trên Plato nhưng tự thân cũng đề xuất một loạt thuật ngữ cũng như chủ đề mới trong vũ trụ học, tâm lý học, chính trị học. Đây là nhóm bị Giáo hội cảm thấy bị thách thức nhất, và nhiều người trong số đó bị điều tra, bắt giam và thậm chí Bruno bị xử hỏa hình.

### Mỹ thuật

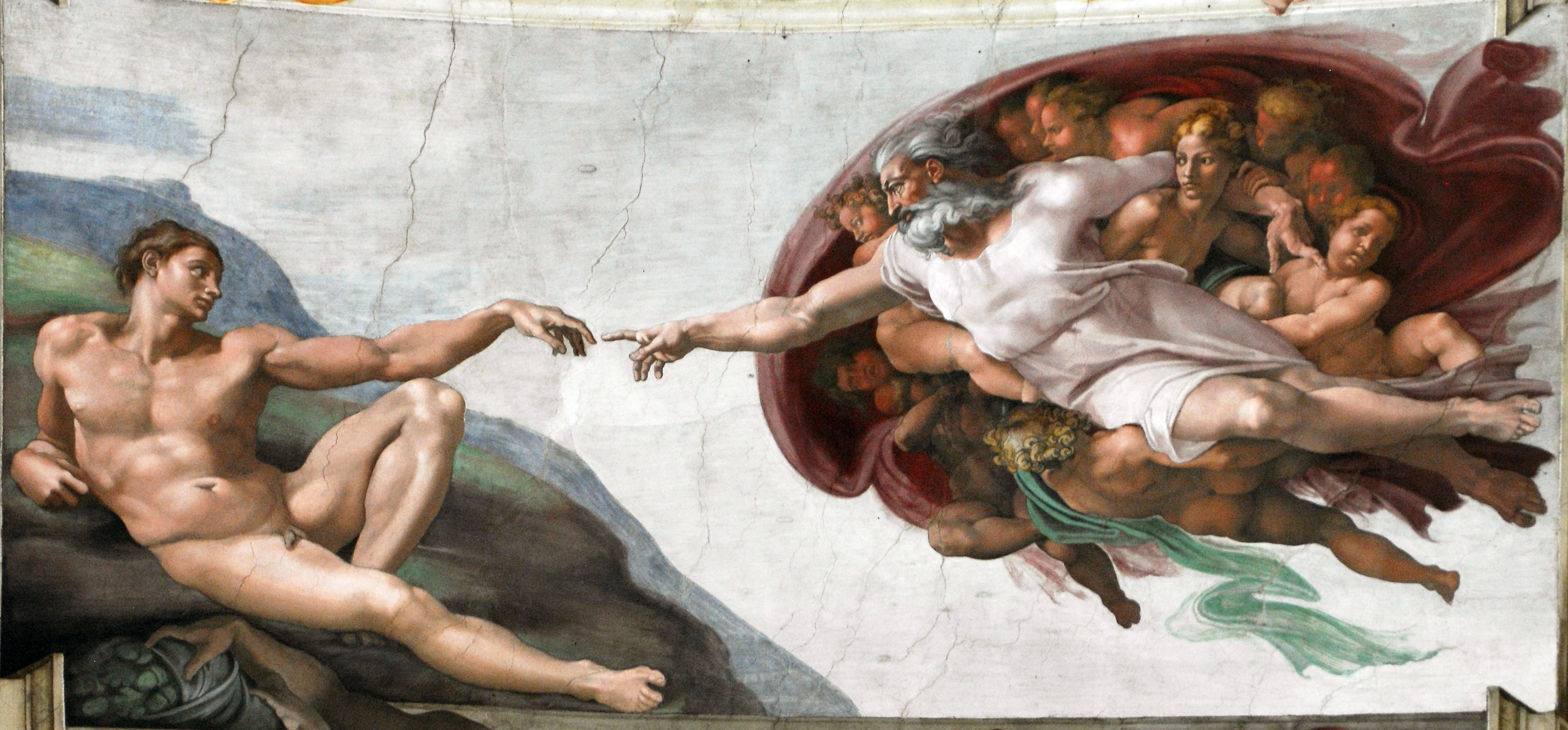
Sự tạo dựng Adam, một tác phẩm nổi tiếng của Michelangelo

#### Hội họa
Một trong những đặc điểm phân biệt của mỹ thuật thời kỳ Phục Hưng là sự phát triển phép phối cảnh tuyến tính có tính hiện thực cao. Giotto di Bondone (1267-1337), được coi là người đầu tiên thực hiện một tác phẩm bích họa như là một cánh cửa sổ để bước vào không gian, nhưng tác phẩm của ông đã không gây được nhiều ảnh hưởng cho đến tận thời của Filippo Brunelleschi (1377–1446) và những tác phẩm tiếp theo của Leon Battista Alberti (1404-1472), quan điểm này được chính thức hóa thành một kỹ xảo nghệ thuật. Sự phát triển của quan điểm này là một phần của một xu hướng rộng lớn hơn đối với chủ nghĩa hiện thực trong nghệ thuật, đạt đến độ trưởng thành kể từ tranh tường của Masaccio (1401-1428). Để đạt được điều đó, các họa sĩ đã phải phát triển các kỹ thuật khác nhau, nghiên cứu mảng sáng-tối, nổi tiếng nhất trong số đó là trường hợp giải phẫu người của Leonardo da Vinci. Đằng sau những thay đổi trong phương pháp nghệ thuật, là một khao khát được làm mới lại muốn miêu tả vẻ đẹp của thiên nhiên, và làm sáng tỏ các tiên đề thẩm mỹ, với các tác phẩm đi đầu của Leonardo, Michelangelo và Raffaello đã đại diện cho đỉnh cao của thuật và đã được nhiều nhiều họa sĩ khác học hỏi. Những nhân vật đáng chú ý khác bao gồm Sandro Botticelli, làm việc cho gia tộc Medici ở Firenze, một người Firenze khác là Donatello và Tiziano Vecelli ở Venezia, cùng nhiều người khác.
Đồng thời, tại Hà Lan, khi mà văn hóa nghệ thuật đang phát triển, những tác phẩm tiêu biểu của Hugo van der Goes và Jan van Eyck đã gây nhiều ảnh hưởng đến sự phát triển của hội họa tại Ý, cả về kỹ thuật với sự ra đời của sơn dầu trên vải lẫn phong cách trong sự diễn đạt về chủ nghĩa tự nhiên. (xem Thời kỳ Phục Hưng tại Hà Lan) Sau này, những tác phẩm của Pieter Bruegel il Vecchio đã truyền cảm hứng cho các họa sĩ về chủ đề miêu tả cuộc sống hàng ngày. Sự giao thoa văn hóa bắc-nam châu Âu khiến cho từ thế kỷ XVI, có thể nói toàn châu Âu đã chuyển mình sang một nền mỹ thuật mới.

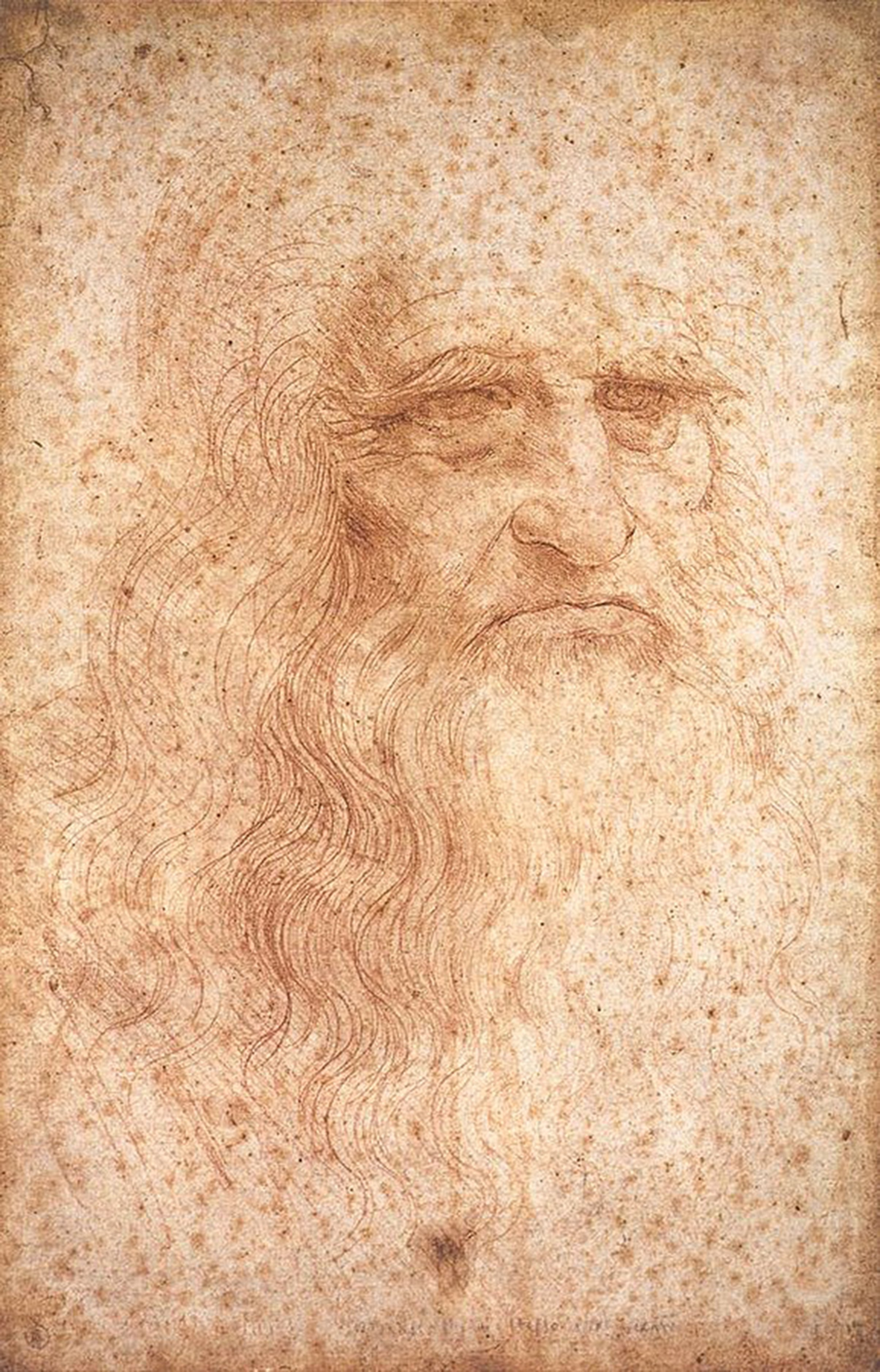
Chân dung tự họa của Leonardo da Vinci. Những tác phẩm kinh điển của ông như Mona Lisa, Bữa ăn tối cuối cùng và Người Vitruvius là đại diện cho nghệ thuật thời Phục Hưng

#### Kiến trúc
Kiến trúc Phục Hưng thường được chia làm ba giai đoạn chính: Phục Hưng hay Sơ kỳ Phục Hưng (thế kỷ XV), Trung kỳ Phục Hưng (1500-1525), Trường phái kiểu cách (1525-1600). Kiến trúc sư Filippo Brunelleschi được coi là người tiên phong khuynh hướng nghiên cứu các tòa nhà thời cổ điển và tư liệu cổ đại (như tác phẩm của Vitruvius) cũng như hình học để tạo nên một phong cách mới, nhấn mạnh vào tính đối xứng, tỉ lệ, tính đều đặn của các yếu tố. Một trong những công trình tiêu biểu nhất về kỹ thuật xây dựng mái vòm của Brunelleschi là Nhà thờ chính tòa Firenze.. Trong khi đó, công trình kiến trúc nổi bật nhất trong thời kỳ Trung kỳ Phục Hưng là Vương cung thánh đường Thánh Phêrô, kết hợp tài năng của các thiên tài thời bấy giờ là Bramante, Michelangelo, Raffaello, Sangallo và Maderno .
Những kiểu thức cột thời La Mã được lựa chọn là: Toscan, Doric, Ionic, Corinth và kiểu hỗn hợp. Những thức cột này có thể được cấu trúc nhằm hỗ trợ những dãy cuốn hay khuôn cửa, hoặc được dùng để trang trí hoàn toàn, hay còn được dùng để làm trụ bổ tường. Một trong những công trình đầu tiên sử dụng trụ bổ tường là tòa nhà Sagrestia Vecchia (1421–1440) được xây dựng bởi Filippo Brunelleschi.

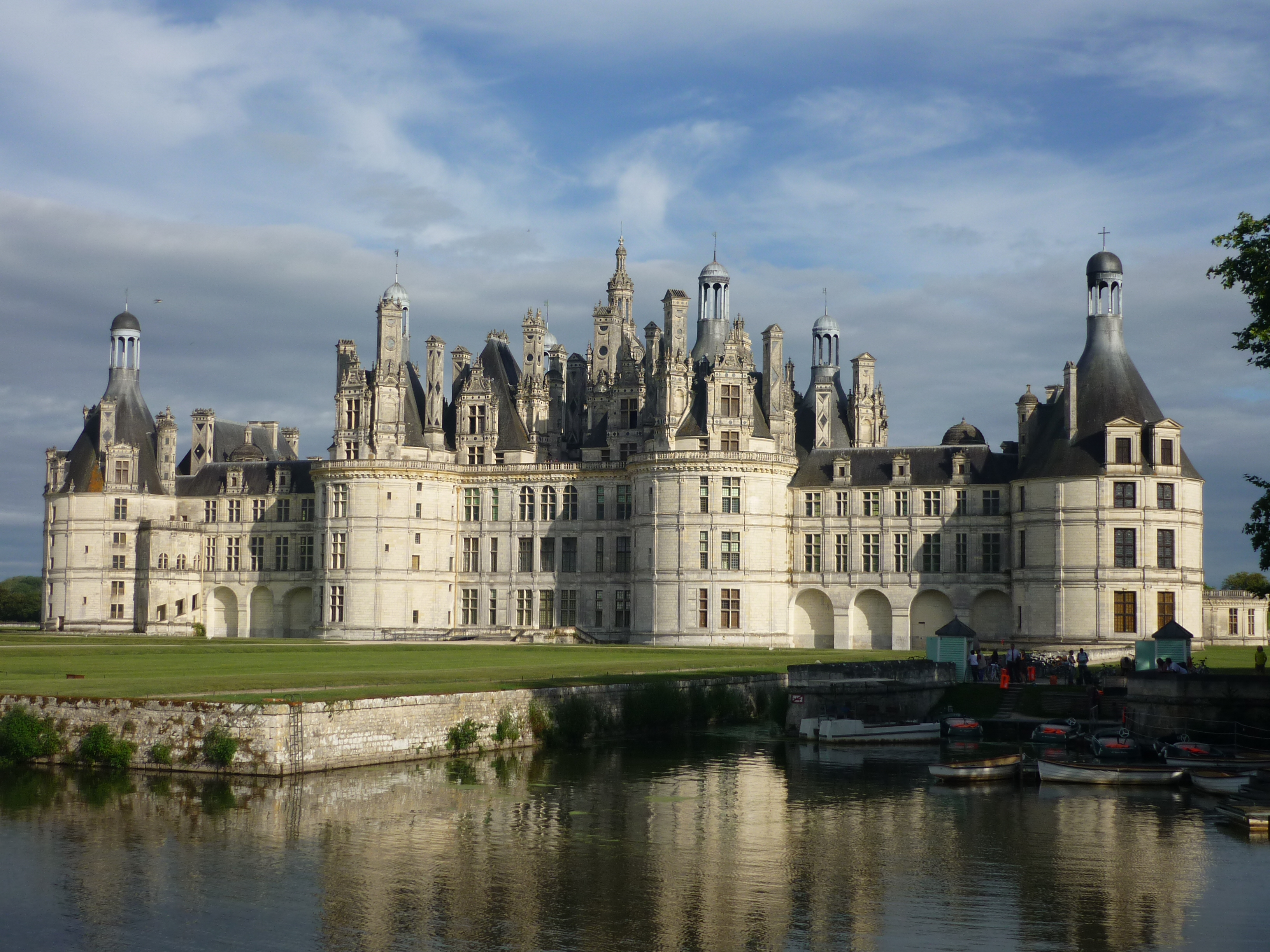
Lâu đài Chambord (1519 -1547), một trong những ví dụ nổi tiếng nhất về kiến trúc Phục hưng

Những vòm thường có dạng hình phân (theo Trường phái kiểu cách) hay phân đoạn, thường được sử dụng với các dãy cuốn nhằm nối đầu cột này với đầu cột kia. Nó có thể là một phần nối đầu cột với đế vòm. Alberti là một trong những người đầu tiên sử dụng kiến trúc mái vòm trên một đài kỷ niệm. Những mái vòm thời Phục Hưng thường không có thanh chống. Chúng thường là những phân đoạn hay là hình phân được trụ bởi một mặt phẳng hình vuông, trong khi những mái vòm trong những tòa được xây dựng theo phong cách Gothic thường vuông góc.
Từ khoảng thế kỷ XVI, kiến trúc Phục Hưng Ý bắt đầu lan ra các miền khác của châu Âu, thay thế dần cho phong cách Gothic đang thống trị đương thời. Nhiều nghệ sĩ Ý được các triều đình, lãnh chúa đón rước và trả công hậu hĩnh cho việc xây cất, tuy nhiên cũng xuất hiện một số kiến trúc sư không phải người Ý có tiếng tăm, như Philibert de l'Orme (Pháp), de Toledo (Tây Ban Nha) và Inigo Jones(Anh).

#### Điêu khắc
Điêu khắc Phục Hưng được cho là có một điểm khởi đầu tương đối rõ ràng, với cuộc tranh đua giành hợp đồng xây dựng Nhà thờ Florence. Ghiberti, người chiến thắng, đã giới thiệu một phong cách cách tân rõ rệt so với nghệ thuật Gothic, với những chạm khắc bằng trên cánh cửa đồng của tu viện mang đậm nét cổ điển với nhiều tầng lớp có chiều sâu và hậu cảnh phong phú . Chất liệu được ưa chuộng thời kỳ đầu Phục Hưng là tượng đồng sử dụng phương pháp đúc mẫu chảy , sau đó chuyển dần sang tượng đá hoa cương, cẩm thạch.
Phong cách của Ghiberti được tiếp nối bởi người từng là phụ tá của ông, Donatello, sau đó là Andrea del Verrocchio và học trò của ông là Leonardo da Vinci. Thời kỳ cũng chứng kiến xu hướng các tượng trong nhà thờ được trang trí bên trong thay vì các vườn tượng bên ngoài, trong khi các tượng đặt nơi công cộng như quảng trường, nhất là tượng bán thân, trở nên phổ biển, mô tả không chỉ những người đàn ông tiếng tăm mà đôi khi cả phụ nữ, trẻ em. Điêu khắc Phục Hưng đạt đến đỉnh cao với Michelangelo, với khoảng 20 năm đầu thế kỷ XVI ông dành cho nghệ thuật đã để lại các kiệt tác về mô tả cơ thể và cảm xúc con người như David, Pietà, Moses, cụm tượng mộ Giáo hoàng Julius II.

### Nghệ thuật phi tạo hình

#### Văn học
Văn học Phục Hưng được hưởng lợi nhiều từ việc khôi phục, dịch lại các tác phẩm văn học Hy Lạp, La Mã, trình độ học vấn trung bình nâng cao và nhất là phát minh in ấn cho phép lưu hành tác phẩm rộng rãi. Trong khi có một sự chuyển dịch sang các đề tài thế tục trong thơ ca và văn xuôi thời kỳ đầu (đặc biệt với Boccacio và Pierre de Ronsard), nhiều kiệt tác vẫn mang ảnh hưởng tôn giáo đậm nét như Thần khúc của Dante . Các thể loại mới cũng ra đời: Petrarca phổ biến sonnette vào thơ và văn xuôi, Michel de Montaigne sáng tạo nên tiểu luận (essay), còn Don Quichotte của Miguel de Cervantes thường được xem là mở đầu cho tiểu thuyết hiện đại. Trong thế kỷ XVI, trung tâm văn học Phục Hưng chuyển nên phía bắc với tiểu thuyết, thi ca Pháp (François Rabelais, Pierre de Ronsard) và kịch nghệ Anh (William Shakespeare, Christopher Marlowe).
Các nhà văn Phục Hưng là những người truyền bá mạnh mẽ nhất cho chủ nghĩa nhân đạo, ca ngợi lý trí, từ chối tính tầm thường và chủ nghĩa duy vật, phản ánh tinh thần thời đại bấy giờ; tuy nhiên có tác giả cho rằng có một dòng chảy chính trong nền văn chương thời đại đó phản ánh một quan niệm trần thế, vô luân và ít nhiều phản lý trí.

#### Âm nhạc

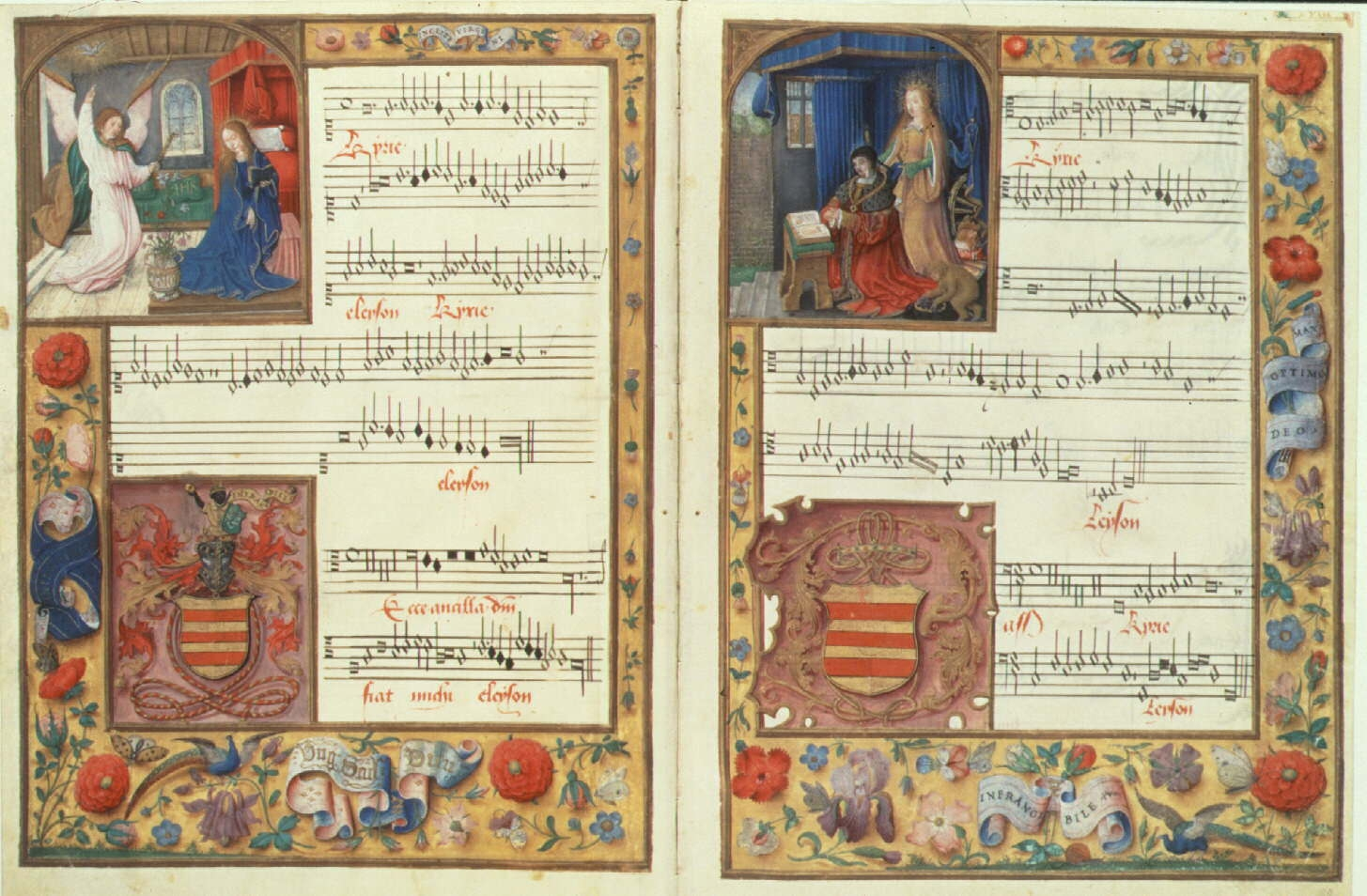
Kinh Thương Xót trong bản Chigi codex từ tác phẩm Missa Ecce ancilla Domini của Johannes Ockeghem

Vào thời kỳ Phục Hưng, sự lớn mạnh của tầng lớp trung lưu và gia tăng dân số ở các thành thị gia tăng tạo nên một tầng lớp công chúng mới cho kịch nghệ và âm nhạc. Việc truyền bá, giáo dục âm nhạc được mở rộng hơn: với máy in mới xuất hiện, những bản nhạc được in ấn hàng loạt và phổ biến rộng rãi đến mọi người. Cho đến năm 1600, những bản nhạc nổi tiếng đã được lưu truyền khắp châu Âu. Tầng lớp trung lưu đã có thể tự học chơi nhạc cụ, thông qua những quyển sách giáo khoa âm nhạc dạy thổi tiêu, đánh đàn lute và guitar. Các nhạc sĩ nổi tiếng như Josquin des Prez và Giovanni Pierluigi da Palestrina đi đầu trong công cuộc cách tân âm nhạc. Nhạc thế tục áp dụng nhiều kỹ thuật từ nhạc thánh, và ngược lại. Các nhạc sĩ chuyển hướng sáng tác về phía công chúng. Kỹ thuật hòa âm đã làm thay đổi diện mạo nền âm nhạc.
Trong giai đoạn này, âm nhạc bắt đầu trở nên hoa mỹ hơn. Những bản lễ ca và motet trở nên tinh vi, phức tạp hơn. Nhiều loại giọng được đưa vào, các chương nhạc trở nên dài hơn và cầu kỳ hơn. Các nhạc sĩ bắt đầu thích thể hiện phong cách hơn là truyền tải các thông điệp tôn giáo. Những vị lãnh đạo nhà thờ bắt đầu lo ngại thính giả sẽ không hiểu được tầm quan trọng của lời ca, và tại Hội đồng tôn giáo, họ đề nghị âm nhạc nhà thờ phải dùng để minh họa cho lời ca. Điều này đánh dấu cho sự khởi đầu của cấu trúc hài hòa giữa lời ca và giai điệu.
Các nhạc sĩ bắt đầu viết phức điệu cho nhạc cụ trình diễn. Những bài phức điệu này thường dành cho các vũ hội trong dinh cơ của tầng lớp quý tộc. Ống tiêu và đàn luýt là 2 nhạc cụ thông dụng nhất. Ống tiêu và đàn violin đủ kích cỡ diễn tấu thành từng nhóm gọi là consort. Những nhạc cụ khác của thời Phục hưng là kiểu kèn cổ, sáo, kèn Trumpet và Trombon loại nhỏ. Ngoài ra, nhạc cụ thường dùng để đệm cho người hát.

### Khoa học

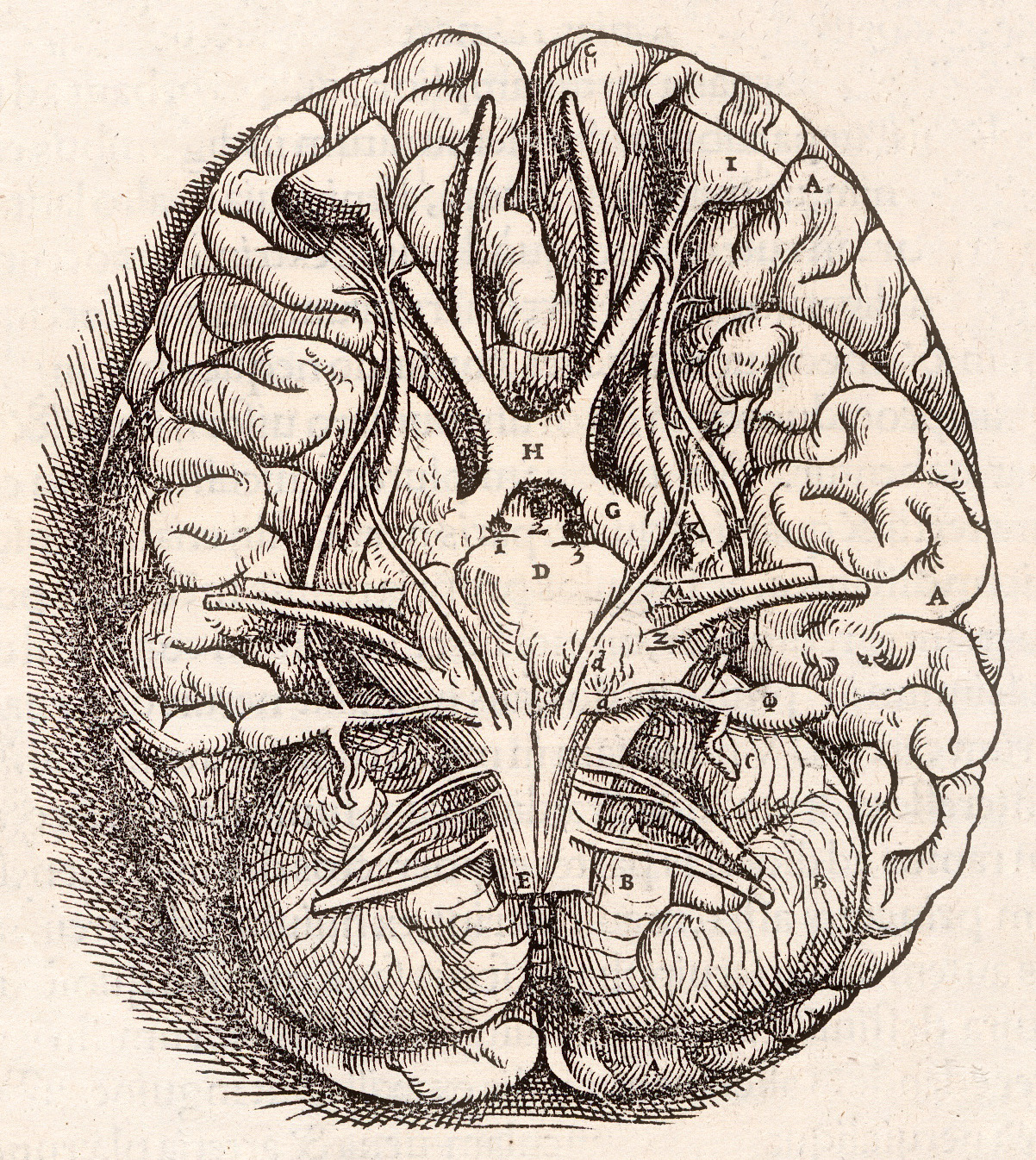
Nghiên cứu của Vesalius năm 1543 lập nên một ngành khoa học mới, giải phẫu cơ thể người.

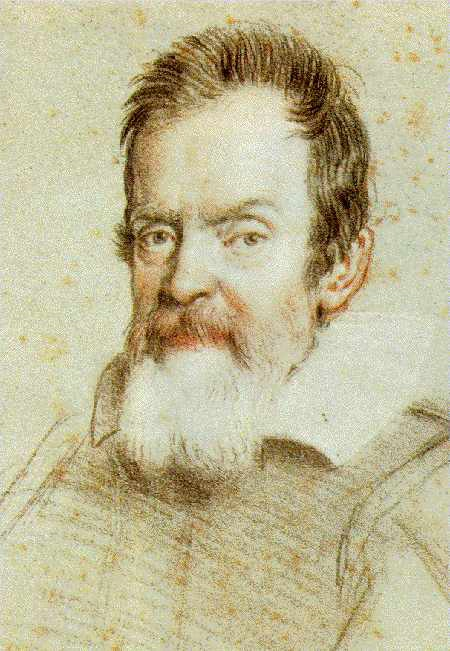
Galileo Galilei. Tranh chân dung chì màu bởi nhà điêu khắc Phục Hưng Leone Leoni

Việc tái khám phá các tài liệu cổ đại cũng như phát minh in ấn ở châu Âu đã bình dân hóa việc học hành và phát triển trao đổi ý tưởng. Tuy nhiên trong thời kỳ đầu Phục Hưng, các nhà tư tưởng chính chủ yếu quan tâm tới các khoa học nhân văn hơn là triết học tự nhiên hay là toán học ứng dụng. Và sự hâm mộ các tư liệu cổ điển lại củng cố hơn nữa quan điểm của Aristotle và Ptolemaeus về vũ trụ.
Bất chấp điều đó, khoảng năm 1450, các bài viết của Nicholas Cusanus báo trước thế giới quan nhật tâm của Copernicus theo cách diễn giải triết học. Nhà bác học lớn nhất của thế kỷ XV là Leonardo da Vinci, mặc dù thường được biết đến như một nhà phát minh, ông đã tiến hành các nghiên cứu khoa học một cách nghiêm túc, có hệ thống. Da Vinci đã tiến hành giải phẫu, quan sát và vẽ lại cơ thể người và động vật, thực hiện các thí nghiệm có kiểm soát về động học, khí động học và thủy động học, nhất là đã trình bày các nguyên tắc cơ bản của phương pháp khoa học. Fritjof Capra, người đã chỉ ra tầm quan trọng từng ít được chú ý của những nghiên cứu này, đã gọi ông là "cha đẻ của khoa học hiện đại" (thay vì Galilei hay Bacon).
Phát kiến Tân Thế giới của Christopher Columbus đã mở ra một thế giới quan mới rộng rãi hơn nhiều, đồng thời các quan sát thực tiễn bắt đầu thách thức các quan niệm tưởng chừng vững chắc cổ xưa. Khi cuộc Cải cách Kháng nghị và sự phản ứng của Giáo hội đụng độ, Phục Hưng phương Bắc chứng kiến một sự chuyển dịch trọng tâm có tính quyết định từ triết học tự nhiên Aristotle sang hóa học và các khoa sinh vật học (thực vật học, giải phẫu học và y học). Những tiến bộ quan trọng cũng đạt được trong thiên văn học, vật lý, toán học, sinh học.
Một vài người xem đây là một cuộc "cách mạng khoa học, báo hiệu sự bắt đầu của kỷ nguyên hiện đại, những người khác thì chỉ coi nó là một sự tăng tốc của một tiến trình liên tục bắt đầu từ thời cổ đại tới ngày nay. Tuy nhiên, nhìn chúng có sự nhất trí rằng thời Phục Hưng đã xảy ra những thay đổi đáng kể trong vũ trụ quan và phương pháp giải thích các hiện tượng tự nhiên của con người. Dấu mốc đáng nhớ nhất là năm 1543, năm mà cả hai cuốn De humani corporis fabrica ("Về sự hoạt động của cơ thể người") của Andreas Vesalius cung cấp một sự tự tin mới về vai trò của phân tích, quan sát và cái nhìn cơ giới luận về giải phẫu học cũng như De Revolutionibus Orbium Coelestium ("Về Chuyển động quay của các Thiên thể") của Copernicus cùng được xuất bản. Thuyết nhật tâm của Copernicus, một biểu tượng chói ngời về lý tính chống lại định kiến truyền thống, sau đó được Galileo Galilei, Tycho Brahe và Johannes Kepler củng cố và phát triển. Quan trọng không kém là các tác giả như Copernicus, Galileo và Francis Bacon đã trình bày những đặc điểm quan trọng mà một nền khoa học mới nên có để đạt được tiến bộ, tức phương pháp khoa học. Chúng bao gồm tầm quan trọng của bằng chứng thực nghiệm, vai trò của toán học, và từ bỏ đường lối thuần túy dựa vào luận lý của Aristotle.

### Tôn giáo

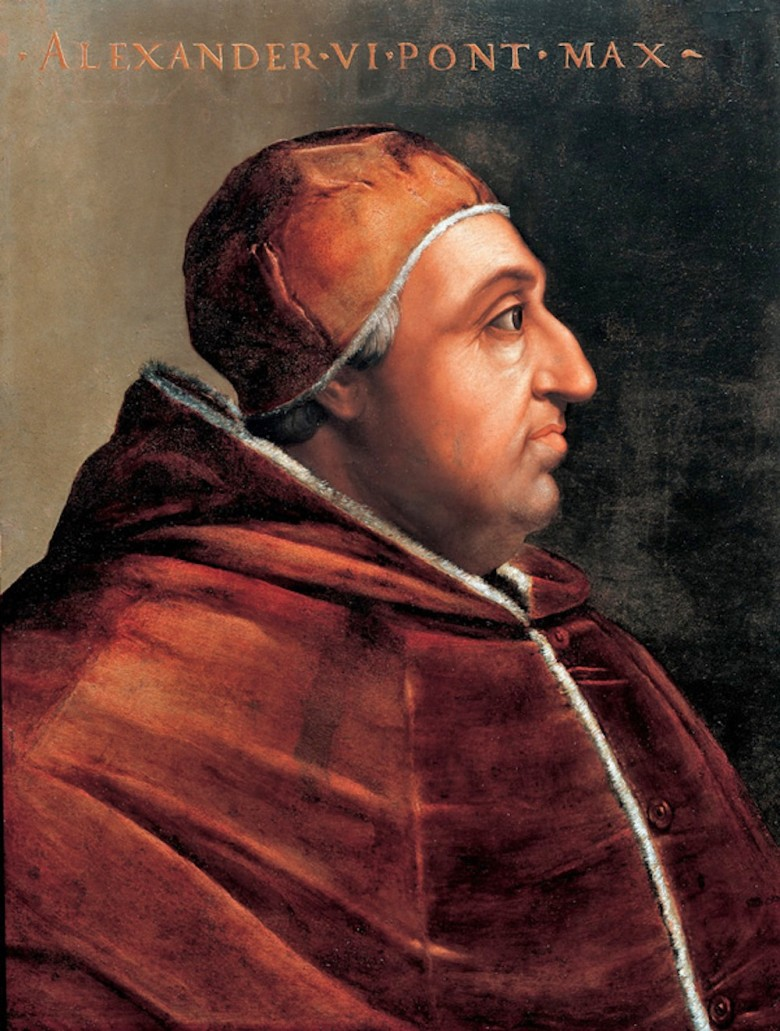
Alexander VI, một Giáo hoàng tai tiếng nhà Borgia với những suy đồi.

Những lý tưởng mới của chủ nghĩa nhân văn, mặc dù trong một vài khía cạnh mang tính thế tục nhiều hơn, đã phát triển dựa trên một nền tảng Cơ đốc giáo, đặc biệt ở phong trào Phục Hưng phương Bắc. Phần nhiều, nếu không nói là hầu hết, các tác phẩm nghệ thuật mới được đặt hàng hoặc hiến tặng cho Giáo hội. Tuy nhiên, Phục Hưng đã có một ảnh hưởng sâu sắc lên nền thần học đương thời, đặc biệt là trong cách mà người ta nhận thức mối quan hệ giữa con người và Chúa Trời. Nhiều nhà thần học lỗi lạc của giai đoạn này là những nhà nhân văn hoặc đi theo phương pháp nhân văn chủ nghĩa, như Erasmus, Zwingli, Thomas More, Luther và Calvin.

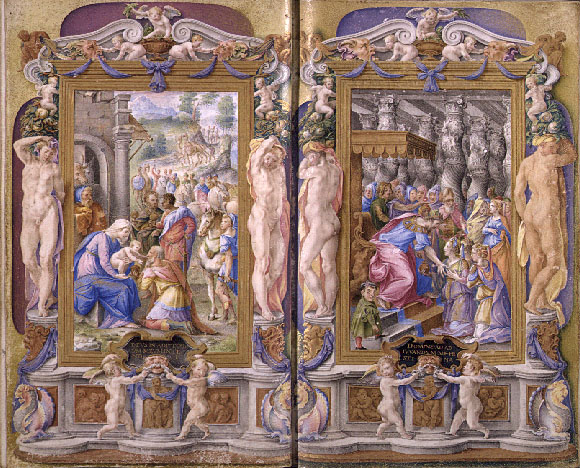
Các đạo sĩ phương Đông chiêm bái và Nữ hoàng Sheba triều bái Vua Salomon, trong Sách Các giờ kinh Farnese (1546) bởi Giulio Clovio.

Phục Hưng xuất hiện trong một thời đại của những nhiễu nhương tôn giáo. Thời Hậu kỳ Trung Đại chứng kiến một thời kỳ những mưu đồ chính trị bao quanh chế độ giáo hoàng, mà đỉnh điểm là cuộc Ly giáo Tây phương, trong đó ba người đồng thời tuyên bố mình là giám mục chân chính của giáo phận Rôma (tức Giáo hoàng). Mặc dù cuộc ly giáo cuối cùng cũng được giải quyết bằng Công đồng Constance (1414), nó đánh dấu sự sa sút nghiêm trọng danh dự của Giáo hội và thế kỷ XV chứng kiến một phong trào cải cách mang tên Thuyết công đồng (tiếng Anh: conciliarism) tìm cách hạn chế quyền lực cá nhân của Giáo hoàng. Mặc dù Giáo hoàng một lần nữa nắm quyền tối thượng trong sự vụ giáo hội kể từ Công đồng Lateran V (1511), chức vị này liên tục đi kèm với những cáo buộc tham nhũng, thối nát, nổi tiếng nhất là Giáo hoàng Alexanđê VI, người bị buộc các tội mại thánh, gia đình trị, và có bốn người con khi còn làm Hồng y (với ý định sẽ gả chúng cho các quý tộc để thâu tóm quyền lực).
Những giáo sĩ như Erasmus và Luther đề xuất cải cách Giáo hội, thường dựa trên việc bình chú Tân Ước theo khuynh hướng nhân văn chủ nghĩa. Tháng 10 năm 1517, Luther công bố "95 Luận văn", thách thức quyền lực Giáo hoàng và chỉ trích sự mục nát của giáo hội, đặc biệt là việc buôn bán phép xá tội. Những luận văn này dẫn đến một cuộc đại cải cách, tức Cải cách Kháng nghị, một sự cắt đứt với Giáo hội Công giáo La mã từng tuyên bố quyền thống trị ở Tây Âu. Do đó, chủ nghĩa nhân văn nói riêng và Phục Hưng nói chung đóng một vai trò trực tiếp trong sự bùng nổ Kháng Cách, cũng như nhiều cuộc tranh cãi và tranh chấp tôn giáo đương thời.

### Tự ý thức
Một đặc trưng quan trọng của thời Phục Hưng là các nhân vật của thời đại này ý thức được về bản sắc phong trào văn hóa mà mình đại diện. Đến thế kỷ XV, nhiều nhà văn, nghệ sĩ, kiến trúc sư ở Italia đã dùng những cụm từ như modi antichi (phong cách cổ đại) hay alle romna et alla antica (phong cách La Mã và cổ đại) để mô tả tác phẩm của mình. Trước đó, những năm 1330 Petrarca đã gọi thời đại trước Cơ đốc giáo là antiqua (cổ đại) và thời đại Cơ đốc giáo là nova (mới), chứng kiến sự lu mờ của quốc gia dân tộc. Leonardo Bruni là người sử dụng cách phân kỳ 3 giai đoạn trong cuốn Lịch sử dân tộc Firenze (1442). Hai giai đoạn đầu của Bruni lấy lại từ Petrarca, nhưng ông thêm vào một thời đại thứ ba bởi tin rằng Italia đương thời không còn trong trạng thái suy tàn. Flavio Biondo sử dụng một nền tảng tương tự trong Những thập kỷ Lịch sử từ sự Suy tàn của Đế chế La Mã (1439-1453 ).
Các nhà sử học nhân văn chủ nghĩa biện luận rằng giới học giả đương thời đã khôi phục những liên hệ trực tiếp với thời cổ điển, do đó bỏ qua thời kỳ trung gian, mà họ lần đầu tiên gọi là thời Trung Đại, mà bấy giờ trong các tài liệu tiếng Ý là media tempestas. Thuật ngữ la rinascita (sự tái sinh, phục hưng) cũng xuất hiện, tuy nhiên, trong nghĩa rộng mà Giorgio Vasari gán cho trong cuốn Vite de' più eccellenti architetti, pittori, et scultori Italiani ("Cuộc đời của các nhà kiến trúc, họa sĩ và nhà điêu khắc Ý tài ba", 1550). Vasari chia thời đại này làm ba giai đoạn: giai đoạn đầu bao gồm Cimabue, Giotto, và Arnolfo di Cambio; giai đoạn hai gồm Masaccio, Brunelleschi, và Donatello; giai đoạn ba tập trung vào Leonardo da Vinci và Michelangelo. Theo Vasari, không chỉ là sự nhận thức đang lớn lên về thời cổ đại cổ điển thúc đẩy sự phát triển này, mà còn có vai trò của ham muốn nghiên cứu và bắt chước tự nhiên ngày càng tăng.

## Lan rộng khắp châu Âu
Trong thế kỷ XV, Phục Hưng lan ra với tốc độ mạnh mẽ từ nơi khởi nguồn của nó là Florence, ban đầu là tới các miền khác của nước Ý, tiếp đó là phần còn lại của châu Âu. Sự phát minh của in ấn cho phép sự truyền bá nhanh chóng những ý tưởng mới. Khi lan rộng, các tư tưởng bắt đầu đa dạng hóa và biến đổi, thích nghi với văn hóa địa phương. Điều này khiến cho từ thế kỷ XX, các học giả bắt đầu chia Phục Hưng thành các phong trào vùng miền và quốc gia.

### Phía bắc châu Âu
Phục Hưng xảy ra ở miền châu Âu phía Bắc nước Ý (chủ yếu ở Pháp, Đức, Anh, Hà Lan) được gọi là "Phục Hưng phương Bắc". Trong khi những tư tưởng Phục Hưng tiến từ Ý lên phía bắc, đồng thời lại có sự lan truyền đổi mới về phía nam trong một số lĩnh vực, đặc biệt là âm nhạc. Âm nhạc thế kỷ XV của trường phái Burgundy xác định sự bắt đầu Phục Hưng trong ngành nghệ thuật này và tính phức điệu của trường phái Hà Lan, khi nó cùng các nhạc công xuống tới Ý, tạo nên cốt lõi của cái có thể xem là phong cách quốc tế thực sự đầu tiên trong âm nhạc kể từ sự tiêu chuẩn hóa Bình ca Gregoriano vào thế kỷ IX. Đỉnh cao của trường phái Hà Lan cuối cùng lại hiện thực trong âm nhạc của một nhà soạn nhạc người Ý, Palestrina. Vào cuối thế kỷ XVI Ý một lần nữa lại trở thành trung tâm cách tân âm nhạc, với sự phát triển của phong cách phức điệu của trường phái Venezia, lan truyền lên phía bắc tới Đức vào khoảng 1600.
Tranh Phục Hưng Ý khác với tranh Phục Hưng phương Bắc. Các nghệ sĩ Ý là những người đầu tiên vẽ các khung cảnh thế tục, bứt khỏi nghệ thuật thuần túy tôn giáo của thời Trung Cổ. Ban đầu, các nghệ sĩ Bắc Âu vẫn tập trung vào các đề tài tôn giáo, như những bất ổn tôn giáo đương thời mô tả bởi Albrecht Dürer. Nhưng từ Pieter Bruegel họ bắt đầu chuyển sang các chủ đề của đời sống thường nhật, đi xa hơn về mảng này so với các tiền bối Ý. Chính trong Phục Hưng phương Bắc mà anh em người Hà Lan Hubert và Jan van Eyck đã hoàn thiện kĩ thuật vẽ tranh sơn dầu, cho phép các nghệ sĩ tạo ra những gam màu mạnh trên một bề mặt cứng có thể tồn tại nhiều thế kỷ. Một đặc điểm của Phục Hưng phương Bắc là nó sử dụng ngôn ngữ dân tộc thay vì tiếng Latin hay Hy Lạp, cho phép nhiều tự do biểu đạt hơn. Phong trào này với bắt đầu với Dante Alighieri ở Ý, tuy rằng chính việc chú trọng quá vào tiếng Ý đã làm hạn chế nguồn tư tưởng Firenze quan trọng vốn viết bằng tiếng Latin.

#### Anh

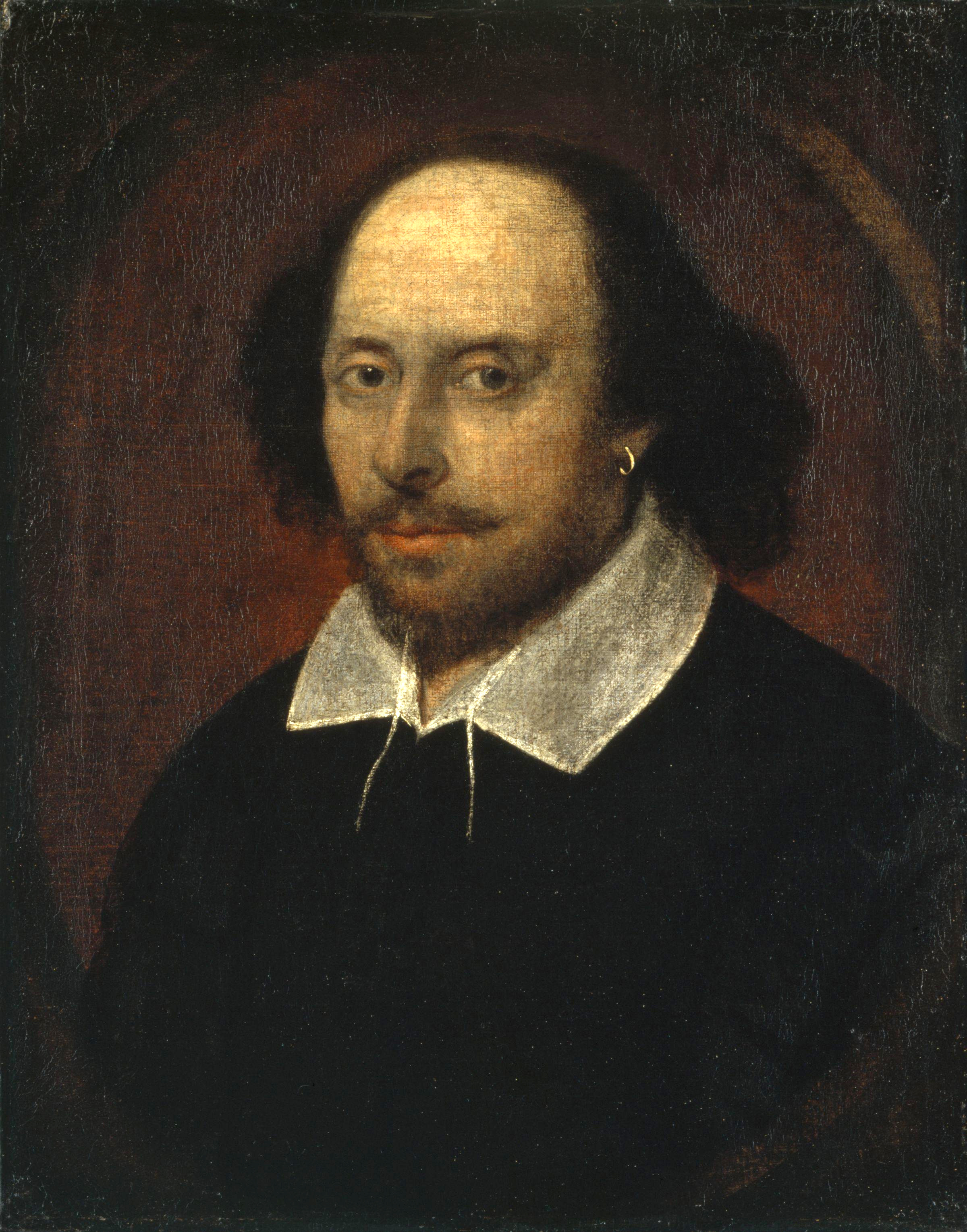
William Shakespeare tác gia tiêu biểu của văn học Phục Hưng Anh đồng thời là nhà soạn kịch vĩ đại nhất của phong trào Phục Hưng nói chung.

Ở Anh, Phục Hưng bắt đầu xuất hiện với thời kỳ hoàng kim dưới triều đại Elizabeth (thế kỷ XVI). Trong khi nghệ thuật tạo hình Anh thời kỳ này không có gì đặc sắc, văn học và nền sân khấu Phục Hưng Anh lại phát triển mạnh với một loạt những nhà văn, nhà thơ, nhà soạn kịch lớn như William Shakespeare, Christopher Marlowe, Edmund Spenser, Thomas More, John Milton, Francis Bacon,. Trong hội họa, các họa sĩ Anh nổi bật với bức tranh tiểu họa chân dung; trong âm nhạc, ảnh hưởng đậm nét của âm nhạc Ý thể hiện trong các tác phẩm Thomas Tallis, Thomas Morley hay William Byrd.

#### Pháp
Theo Michelet, Phục Hưng lan sang Pháp sau cuộc xâm lược Ý của vua Charles VIII (1494-1495). Một nhân tố khuyến khích chủ nghĩa thế tục ở đây là sự bất lực của Giáo hội trong việc hỗ trợ đối phó lại Cái chết Đen. Tiếp đó, François I đã du nhập nghệ thuật cũng như các nghệ sĩ Ý, trong đó có Leonardo da Vinci, và cho xây dựng những cung điện lộng lẫy rất xa xỉ. Năm 1533, thiếu nữ 14 tuổi Caterina de' Medici, công nương Firenze cưới Henri con thứ của François. Mặc dù người phụ nữ này mang tiếng xấu để đời trong chiến tranh tôn giáo, Caterina đã đóng vai trò quan trọng trong việc giới thiệu nghệ thuật, khoa học và âm nhạc (gồm cả ba lê) từ Florence tới cung đình Pháp . Kết quả là các nhà văn lớn của Pháp thời kỳ này như François Rabelais, Pierre de Ronsard, Joachim du Bellay và Michel de Montaigne, các họa sĩ như Jean Clouet và các nhạc sĩ như Jean Mouton đã vay mượn nhiều tinh thần Phục Hưng Ý cho các kiệt tác của họ. Thế kỷ XVI và thế kỷ XVII, sự nở rộ văn hóa ở Pháp cùng trong thời kì nước này vươn lên thành cường quốc hàng đầu châu lục đã khiến cho sử gia Michelet quy cho Phục Hưng là một phong trào văn hóa Pháp

#### Đức
Vào nửa sau thế kỷ XV, tinh thần thời đại lan tới Đức, nơi phát triển kỹ nghệ in (khoảng 1450) và các nghệ sĩ Phục Hưng thời kỳ đầu như các họa sĩ Jan van Eyck (1395–1441) và Hieronymus Bosch (1450–1516) và các nhà soạn nhạc Johannes Ockeghem (1410–1497), Jacob Obrecht (1457–1505) và Josquin des Prez (1455–1521) hưởng ứng ảnh hưởng Ý. Trong các miền theo Kháng Cách ban đầu của đất nước, chủ nghĩa nhân đạo trở nên liên hệ chặt chẽ với sự hỗn loạn của Cải cách Kháng nghị, và nghệ thuật cùng văn chương của Phục Hưng Đức thường phản ánh tranh cãi này.
Tuy nhiên, phong cách gothic và triết học kinh viện Trung đại vẫn duy trì đáng kể cho đến đầu thế kỷ XVI, với Albrecht Dürer (1471-1528) thường được xem là đại diện lớn cuối cùng của phong cách Gothic nhưng đồng thời cũng là họa sĩ lớn nhất của nghệ thuật Phục Hưng Đức 

#### Miền Flander

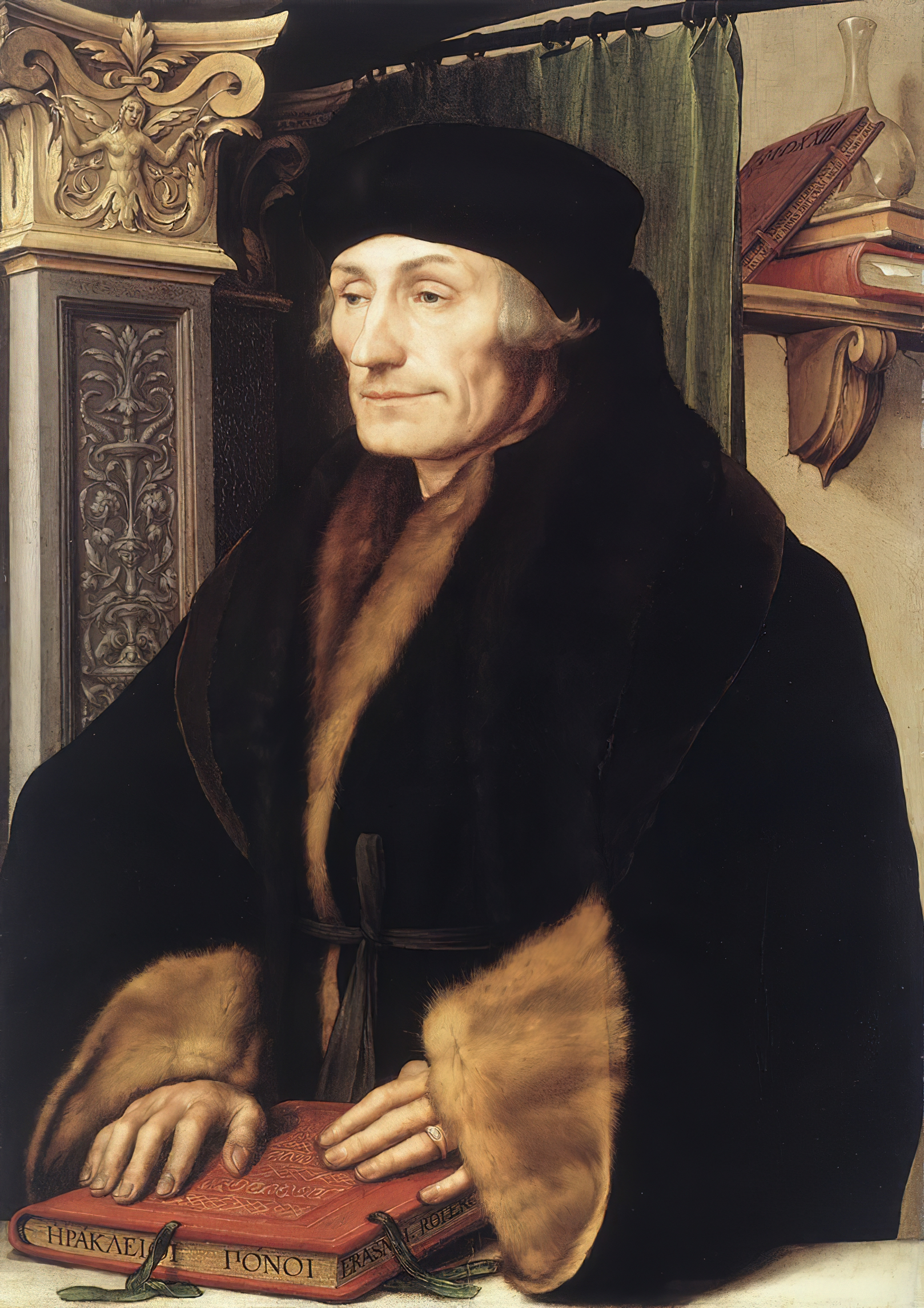
Erasmus của Rotterdam năm 1523, tranh minh họa bởi Hans Holbein Trẻ

Xứ Flander (Bỉ, Hà Lan và một phần Đan Mạch ngày nay) ở thời Trung Đại là tập hợp những tỉnh tự trị dưới quyền Công quốc Bourgogne hoặc Tây Ban Nha. Đây là một trong những vùng giàu có nhất Bắc Âu thế kỷ XV với công nghiệp dệt và thương mại. Sự thịnh vượng và giao thương với nước Ý giúp tạo nên một tầng lớp họa sĩ, nhà soạn nhạc xuất sắc sang Ý lưu diễn; ngược lại nhiều nghệ sĩ Ý cũng sang miền này hoạt động. Tuy nhiên, ảnh hưởng tôn giáo trong nghệ thuật Hà Lan sâu đậm và kéo dài. Chỉ từ nửa sau thế kỷ XVI, hội họa Hà Lan với phong cách Baroque thiên về mô tả các cảnh sinh hoạt đời thường mà đại diện tiêu biểu là Pieter Bruegel Già. Âm nhạc Bỉ trong trường phái Pháp-Bỉ trở nên thống trị nền âm nhạc châu Âu với các nhạc sĩ xuất sắc như Josquin des Prez, Guillaume Dufay, Johannes Ockeghem. Văn học không phải là một đặc sắc của Phục Hưng ở Flander, nhưng đây là quê hương của Erasmus "hoàng tử của chủ nghĩa nhân văn", nổi tiếng với các luận văn đả kích sâu cay tăng lữ và chủ nghĩa kinh viện.

### Iberia (chưa có dữ kiện)

#### Tây Ban Nha
Phục Hưng đến bán đảo Iberia thông qua những dính líu của miền Đông bán đảo nằm trong Vương vị Aragon (một liên bang Địa Trung Hải bao gồm Nam Ý, một phần Tây Ban Nha, các đảo Sicilia, Corse, Malta) và thành phố hải cảng Valencia. Mặt khác, nhiều nhà văn Phục Hưng Tây Ban Nha sớm nhất đến từ Vương quốc Aragon, như Ausiàs March và Joanot Martorell. Ở Vương quốc Castile, thời kỳ đầu Phục Hưng đã chịu ảnh hưởng sâu đậm của chủ nghĩa nhân văn Ý. Íñigo López de Mendoza đã giới thiệu thơ ca Ý vào Tây Ban Nha đầu thế kỷ XV, tác động tới một thế hệ nhà văn kế tiếp đó, tiêu biểu là Miguel de Cervantes và nhà thơ, nhà viết kịch Lope de Vega. Chủ nghĩa nhân văn nở rộ ở đây đầu thế kỷ XVI, với những đại diện như triết gia Juan Luis Vives, nhà ngữ pháp Antonio de Nebrija hay nhà lịch sử tự nhiên Pedro de Mexía.
Giai đoạn sau của Phục Hưng Tây Ban Nha chứng kiến sự chuyển trọng tâm sang thuyết huyền bí và các chủ đề tôn giáo, với các nhà thơ fray Luis de León, Têrêsa thành Ávila và Gioan Thánh Giá, và đề cập tới cuộc khám phá Tân Thế giới, với những nhà biên niên sử và nhà văn như Inca Garcilaso de la Vega hay Bartolomé de las Casas, hợp thành nền văn học Tây Ban Nha Phục Hưng. Cũng giai đoạn này nghệ thuật Tây Ban Nha có những tiến bộ, với các tác phẩm của họa sĩ El Greco và các nhà soạn nhạc như Tomás Luis de Victoria và Antonio de Cabezón.

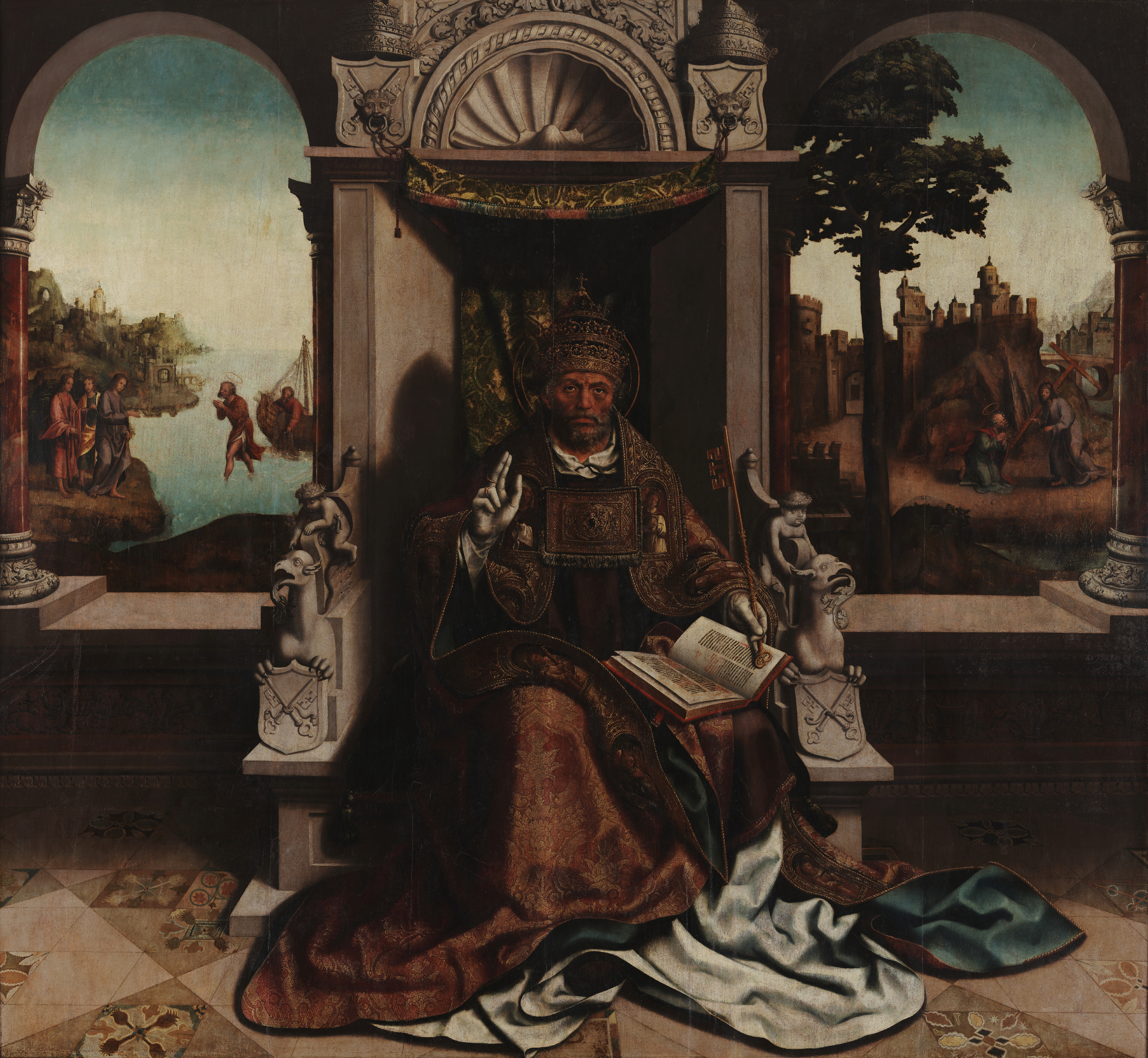
"São Pedro Papa", 1530-1535, bởi Grão Vasco Fernandes. Một tác phẩm đỉnh cao của thời kỳ mà Phục Hưng Bồ Đào Nha có ảnh hưởng đáng kể ngoài nước.

#### Bồ Đào Nha
Trái lại, trong khi Phục Hưng Ý có ảnh hưởng khiêm tốn đối với nghệ thuật Bồ Đào Nha, chính quốc gia này lại có tầm quan trọng trong việc mở rộng thế giới quan châu Âu, khuyến khích tinh thần nhân đạo. Như một căn cứ tiên phong của Thời đại khám phá, Lisboa trở nên thịnh vượng vào cuối thế kỷ XV, thu hút các chuyên gia đã tạo nên những đột phá trong toán học, thiên văn học và kỹ thuật hàng hải như Pedro Nunes, João de Castro, Abraham Zacuto và Martin Behaim. Các nhà bản đồ học Pedro Reinel, Lopo Homem, Esteban Gómez và Diogo Ribeiro làm nên những tiến bộ quan trọng trong việc vẽ bản đồ thế giới. Dược sĩ Tomé Pires cùng các bác sĩ Garcia de Orta và Cristóbal Acosta sưu tầm và xuất bản những cuốn sách về thực vật và dược liệu .
Trong kiến trúc, lợi nhuận khổng lồ từ việc buôn bán hồ tiêu cung cấp tài chính cho một phong cách tổng hợp đầy xa xỉ trong những thập niên đầu của thế kỷ XVI, Manueline, gắn với các yếu tố hàng hải

### Đông và Nam Âu

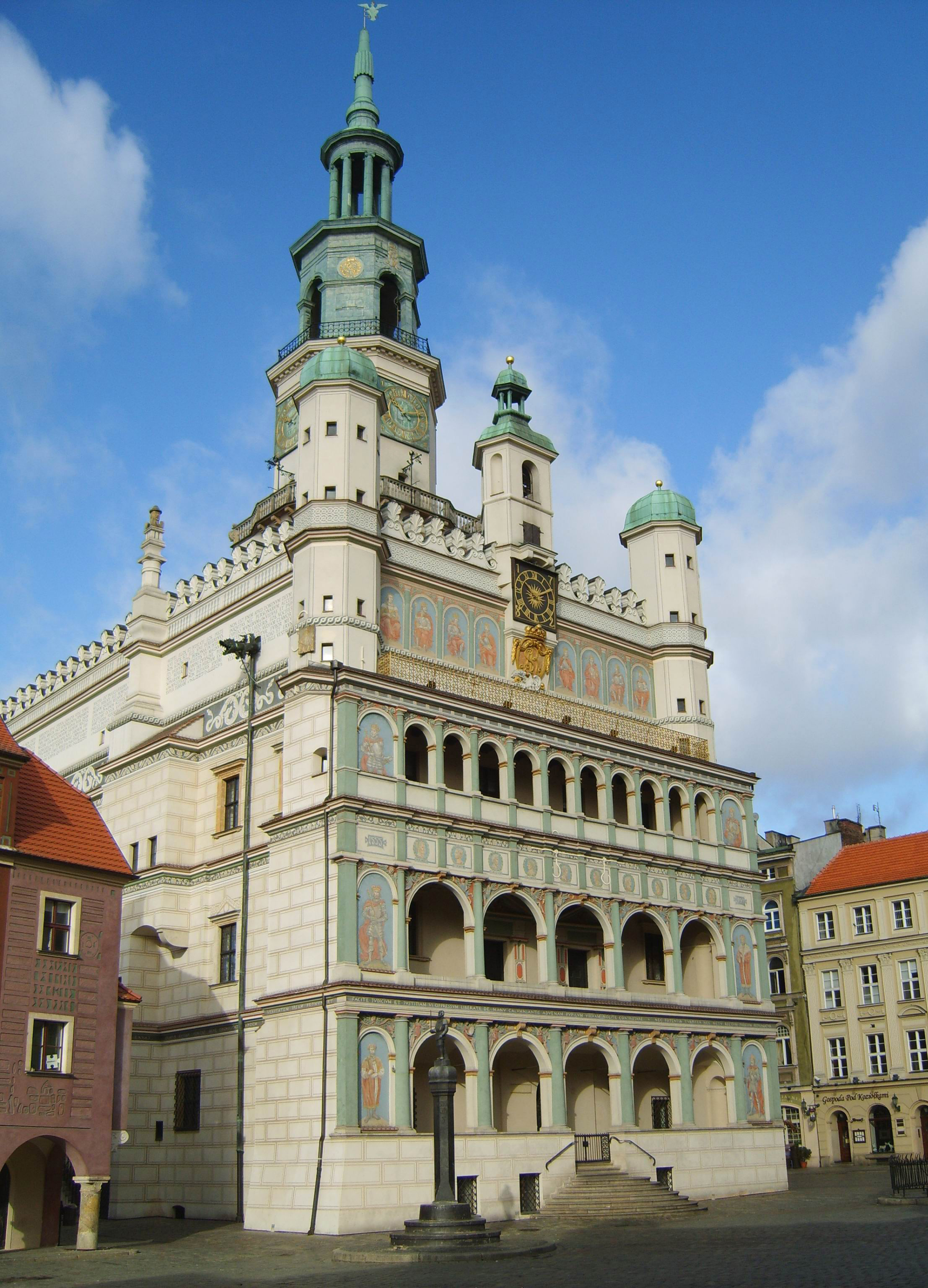
Tòa thị chính Poznań (Ba Lan) xây dựng bởi Giovanni Battista di Quadro trong khoảng thời gian 1550-55

#### Hungary
Hungary là nước châu Âu đầu tiên tiếp nhận sự lan truyền của phong trào văn hóa Phục Hưng từ Ý. Phục Hưng ở Hungary diễn ra sớm do sự gần gũi về văn hóa và thương mại với miền Nam Ý, bắt đầu từ thời hoàng đế Sigismund nhưng trở nên nổi bật dưới thời vua Mátyás Corvin (1458-1490), người cưới công chúa Beatrice của Naples và là một nhà bảo trợ nghệ thuật nổi tiếng, xây dựng lại Buda theo phong cách Phục Hưng. Buda trở thành một trong những trung tâm nghệ thuật chính phía nam Alps bấy giờ, nơi có thư viện thế tục Bibliotheca Corviniana lớn nhất châu Âu. Đây cũng là nơi quy tụ nhiều nghệ sĩ, học giả nổi tiếng như nhà thơ Junus Pannonius, nhà sử học Antonio Bonfini, nhà soạn nhạc Bálint Bakfark.

#### Ba Lan
Ở Đông Âu, Ba Lan khi đó đang được hưởng một nền hòa bình và thịnh vượng tương đối dài. Nhiều nghệ sĩ Ý đã đến đây cùng với Bona Sforza, tiểu thư nhà Sforza kết hôn với vua Zygmunt I năm 1518, cũng như dưới sự đặt hàng của giới quý tộc và trưởng giả nơi đây. Nhiều thành phố được xây lại theo phong cách kiến trúc Gothic, đáng chú ý là Kraków và Gdańsk.. Hàng loạt trường học, đại học được xây dựng, trong đó Học viện Kraków là đại học có quy mô lớn nhất châu Âu đương thời. Đây chính là thời kỳ được xem là thời hoàng kim của văn hóa Ba Lan, với các nhà học giả lớn như Copernicus, nhà địa lý học Maciej of Miechów, nhà triết học chính trị Andrzej Frycz Modrzewski, các nhà thơ như Miklaj Rej, Jan Kochanowski hay Szymon Szymonowic, nhạc sĩ Wacław z Szamotuł. Ba Lan trở thành trung tâm văn hóa của Đông Âu, góp phần truyền bá tới các nước khác trong khu vực, chẳng hạn như Nga. Nga tiếp nhận Phục Hưng tương đối muộn và chậm chạp do vị thế của Chính thống giáo, nhưng có những nét riêng đặc sắc như kiến trúc Gothic Nga với những mái đa giác

## Về các vấn đề khác

### Quan niệm Phục Hưng
Thuật ngữ Phục Hưng lần đầu tiên được sử dụng có tính hồi chỉ bởi nhà phê bình, nghệ sĩ Giorgio Vasari (1511-1574) trong cuốn sách "Đời sống của Nghệ sĩ" (1550). Trong cuốn sách này Vasari đã nỗ lực định nghĩa cái mà ông mô tả là sự đoạn tuyệt với tính man rợ của nghệ thuật Gothic: Nghệ thuật đã suy tàn với sự sụp đổ của Đế quốc La Mã, và chỉ các nghệ sĩ Tuscana, khởi đầu từ Cimabue (1240-1301) và Giotto (1267-1337) tiến trình suy tàn mới đảo ngược. Theo Vasari, nghệ thuật cổ đại là trung tâm của sự tái sinh nghệ thuật Ý.
Tuy nhiên, chỉ tới thế kỷ XIX từ tiếng Pháp Renaissance mới phổ biến rộng rãi để mô tả phong trào văn hóa tự ý thức dựa trên việc làm sống lại những hình mẫu La Mã bắt đầu từ cuối thế kỷ XIII. Phục Hưng lần đầu tiên được định nghĩa bởi nhà sử học Pháp Jules Michelet (1798-1874) trong công trình Histoire de France (Lịch sử nước Pháp) của ông. Đối với Michelet, Phục Hưng là một sự phát triển về khoa học hơn là văn hóa nghệ thuật. Ông khẳng định rằng nó bao trùm thời kỳ từ Columbus tới Copernicus rồi Galileo; nghĩa là, từ cuối thế kỷ XV tới giữa thế kỷ XVII. Hơn nữa, Michelet phân biệt giữa cái mà ông gọi giữa tính chất "kỳ quái và gớm ghiếc" của thời Trung Cổ và các giá trị dân chủ mà ông, một người theo chủ nghĩa cộng hòa nhiệt thành, chọn như một đặc trưng của nó. Một người dân tộc chủ nghĩa Pháp, Michelet cũng tìm cách tuyên bố Phục Hưng là một phong trào của Pháp.
Trái lại, nhà sử học người Thụy Sĩ Jacob Burckhardt (1818–1897) trong cuốn Die Cultur der Renaissance in Italien (Về Văn hóa Phục Hưng ở Ý, 1860) mô tả Phục Hưng là giai đoạn giữa Giotto và Michelangelo ở Ý, tức là từ thế kỷ XIV tới giữa thế kỷ XVI. Ông nhìn thấy trong Phục Hưng sự xuất hiện của tinh thần hiện đại về cá nhân tính, thứ đã bị đè nén ở thời Trung Đại. Cuốn sách của ông có một ảnh hưởng đậm nét lên sự hình thành lối diễn giải ngày nay về Phục Hưng ở Ý. Tuy nhiên, nhiều người cáo buộc Buckhardt là đã áp đặt một cái nhìn tuyến tính đơn giản  khi xem Phục Hưng là nguồn gốc của thế giới hiện đại.
Gần đây hơn, các nhà sử học ít còn theo đuổi chuyện định nghĩa Phục Hưng như một thời đại lịch sử, hay thậm chí một phong trào văn hóa mạch lạc. Randolph Starn, giáo sư sử học của Đại học California tại Berkeley, khẳng định: "Thay vì một giai đoạn với những điểm khởi đầu và kết thúc rõ ràng và nội dung nhất quán giữa chúng, Phục Hưng có thể (và trước kia đôi khi đã) được xem như một phong trào của các hành động và ý tưởng hướng tới những nhóm cụ thể và những con người có thể nhận diện được đáp ứng một cách đa dạng theo những thời điểm và không gian khác nhau. Theo nghĩa này nó sẽ là một mạng lưới những văn hóa đa dạng, đôi khi hội tụ, đôi khi mâu thuẫn, chứ không phải một nền văn hóa đơn nhất, gắn chặt về thời gian".

### Các tranh cãi về tiến bộ

Tranh vẽ về Thảm sát Ngày lễ Thánh Barthélemy, một sự kiện xảy ra trong Chiến tranh tôn giáo Pháp, bởi François Dubois.

Có một cuộc tranh cãi kéo dài từ lâu về mức độ tiến bộ mà Phục Hưng đã tạo nên đối với văn hóa Trung Đại. Cả Michelet và Burckhardt đều nhiệt liệt mô tả tiến bộ của thời Phục Hưng hướng tới hiện đại. Burckhardt ví sự thay đổi như việc gỡ một tấm mạng, dệt từ tín ngưỡng, ảo tưởng, thiên kiến, khỏi mắt con người để nhìn sự vật rõ hơn.
Trái lại, nhiều sử gia hiện nay chỉ ra rằng hầu hết những nhân tố xã hội tiêu cực gắn với thời Trung Đại - chẳng hạn đói nghèo, chiến tranh, khủng bố chính trị và tôn giáo - dường như đã tồi tệ hơn trong chính giai đoạn này. Rõ ràng Phục Hưng là thời đại của nền chính trị Machiavelli đầy thủ đoạn, các cuộc chiến tranh tôn giáo đẫm máu, các Giáo hoàng hủ bại nhà Borgia, và các cuộc săn phù thủy quy mô lớn thế kỷ XVI. Nhiều người sống trong thời Phục Hưng dường như không xem nó là "thời đại hoàng kim" như cách các nhà nghiên cứu thế kỷ XIX tưởng tượng, mà thay vào đó họ tỏ ra lo ngại về các vấn đề xã hội trên. Điều đáng ngạc nhiên là, bất chấp như vậy, các nghệ sĩ, nhà văn, và các nhà bảo trợ tham gia vào các phong trào văn hóa liên quan tin rằng họ đang sống trong một kỷ nguyên mới-một sự cắt đứt rõ ràng với đêm trường Trung Cổ. Một số nhà sử học Marxist có xu hướng mô tả thời Phục Hưng bằng ngôn ngữ duy vật, giữ quan điểm rằng những thay đổi trong nghệ thuật, văn học, và triết học là một phần của khuynh hướng kinh tế chung từ chế độ phong kiến hướng tới chủ nghĩa tư bản, hình thành một giai cấp tư sản với thời gian ư nhàn dành cho nghệ thuật.
Johan Huizinga (1872-1945) ghi nhận sự tồn tại của Phục Hưng nhưng đặt vấn đề liệu nó có là một thay đổi tích cực. Trong cuốn "The Waning of the Middle Ages" (tạm dịch "Sự tàn tạ của thời Trung Cổ"), ông lập luận rằng Phục Hưng là một thời đại suy tàn từ thời đỉnh cao Trung Đại, phá hủy nhiều thành tựu quan trọng. Ví dụ, tiếng Latinh đã tiến hóa mạnh mẽ từ thời cổ điển và vốn là một sinh ngữ sử dụng trong và ngoài nhà thờ. Sự ám ảnh Phục Hưng với tính thanh khiết cổ điển của nó đã chấm dứt những tiến hóa tiếp theo và tiếng Latin quay trở về dạng thức cổ điển của nó. Robert S. Lopez quả quyết rằng đó là một thời kỳ suy thoái kinh tế nặng nề., còn George Sarton và Lynn Thorndike lập luận rằng những tiến bộ khoa học có lẽ ít độc đáo hơn là như trước nay vẫn quan niệm. Cuối cùng, Joan Kelly chỉ ra rằng Phục Hưng dẫn tới sự bất bình đẳng giới gia tăng.
Một số nhà sử học gần đây xem từ Renaissance đã bị nhồi nhét nội hàm không cần thiết, ngụ ý sẵn một sự tái sinh tích cực không tranh cãi từ một thời được gán cho là "nguyên thủy" hơn, đêm trường Trung Cổ. Nhiều chuyên gia hiện nay ưa dùng thuật ngữ "Sơ kỳ Hiện đại" thay cho Phục Hưng, một sự gọi tên trung hòa hơn ngụ ý về vai trò của giai đoạn này như một sự chuyển tiếp giữa thời trung đại và hiện đại. Những người khác như Roger Osborne đi tới chỗ xem xét nền Phục Hưng Ý như một kho huyền thoại và lý tưởng của lịch sử Tây phương nói chung, và thay vào một sự tái sinh của các ý tưởng cổ đại là một thời đại của những tiến bộ lớn lao.

### Các cuộc Phục hưng văn hóa khác
Từ Phục Hưng châu Âu, thuật ngữ "Phục Hưng" được sử dụng cho các thời đại khác. Chẳng hạn, Charles H. Haskins đặt ra khái niệm Phục Hưng thế kỷ XII (thời Trung kỳ Trung Đại), trong khi một số người khác biện luận về sự tồn tại của Phục Hưng Karolinger (ở vương quốc Frank), hoặc sau đó là Phục Hưng Otto (ở Đế quốc La Mã Thần thánh). Tên này cũng dùng cho những phong trào văn hóa gần thời hiện đại hơn như Phục Hưng Bengal, Phục Hưng Nepal Bhasa, Phục Hưng Harlem. Trong cuốn Renaissances: The One or the Many?, tác giả Jack Goody biện luận rằng có Phục Hưng châu Âu nằm trong một sự phục hưng văn hóa rộng khắp trên thế giới ở các miền Hồi giáo và Trung Quốc đương thời và giữa chúng có giao thoa với nhau.